# Укмерге
Укмерґе (лит. Ukmergė, Vilkmergė, біл. Вількамі́р, пол. Wiłkomierz) — місто в Литві. Центр Укмергського району. Засноване у 13 столітті. До 1917 мало назву Вількомир. Станом на 2020 рік населення міста становило 20 тисяч мешканців.

## Назва
Назва зустрічається у варіантах Vilkenberge (1333), Vielkemirgen (1366), Wilkenmerge (1385), Вілкомир (1475). Назва міста походить з річки Вілкмергелі (теперішня Укмергелі, права притока Швентої). Сама назва річечки, ймовірно, походить від слова vilkas (лит. «вовк») і кореня -merg, що означало текти, сочитися, дзюрчати. У сучасній литовській мові це значення втрачено, але воно легко реконструюється за аналогіями з латиської мови: merga, marga — «дрібний дощ», mergat — «дощити» і мало загальний корінь -merg, пов'язаний з більш загальним значенням чогось мокрого, вологого у старих балтійських мовах.

## Історія

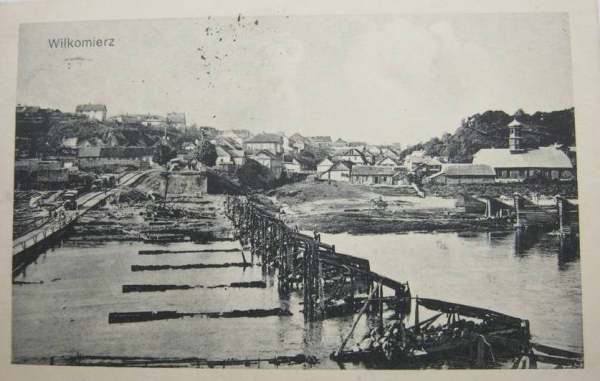
Укмергський міст 1915 р.

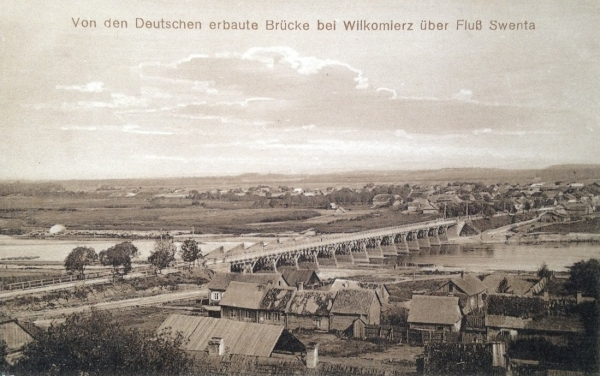
Новий міст в Укмерге 1916 р.

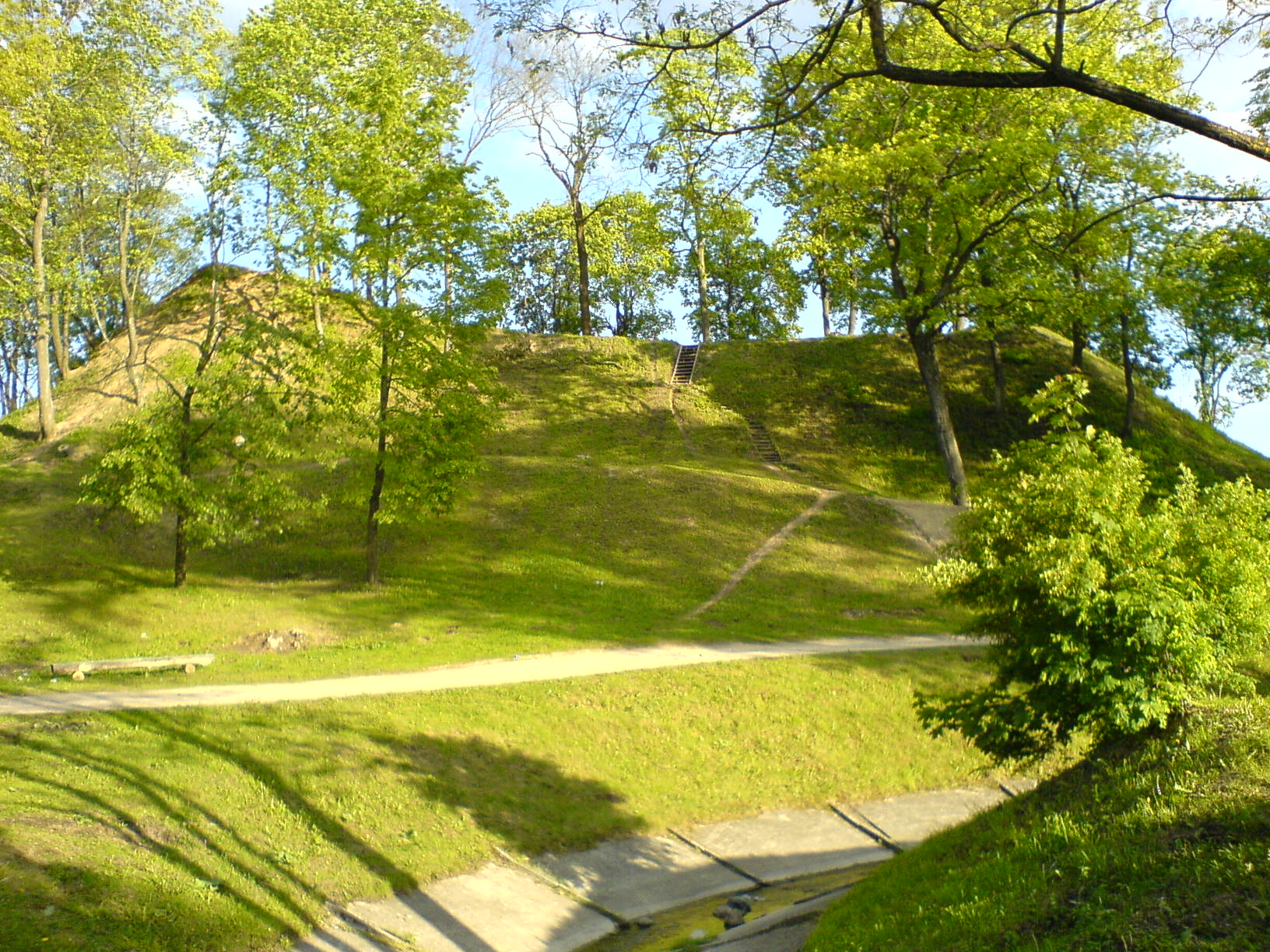
Городище в старому місті Укмерге

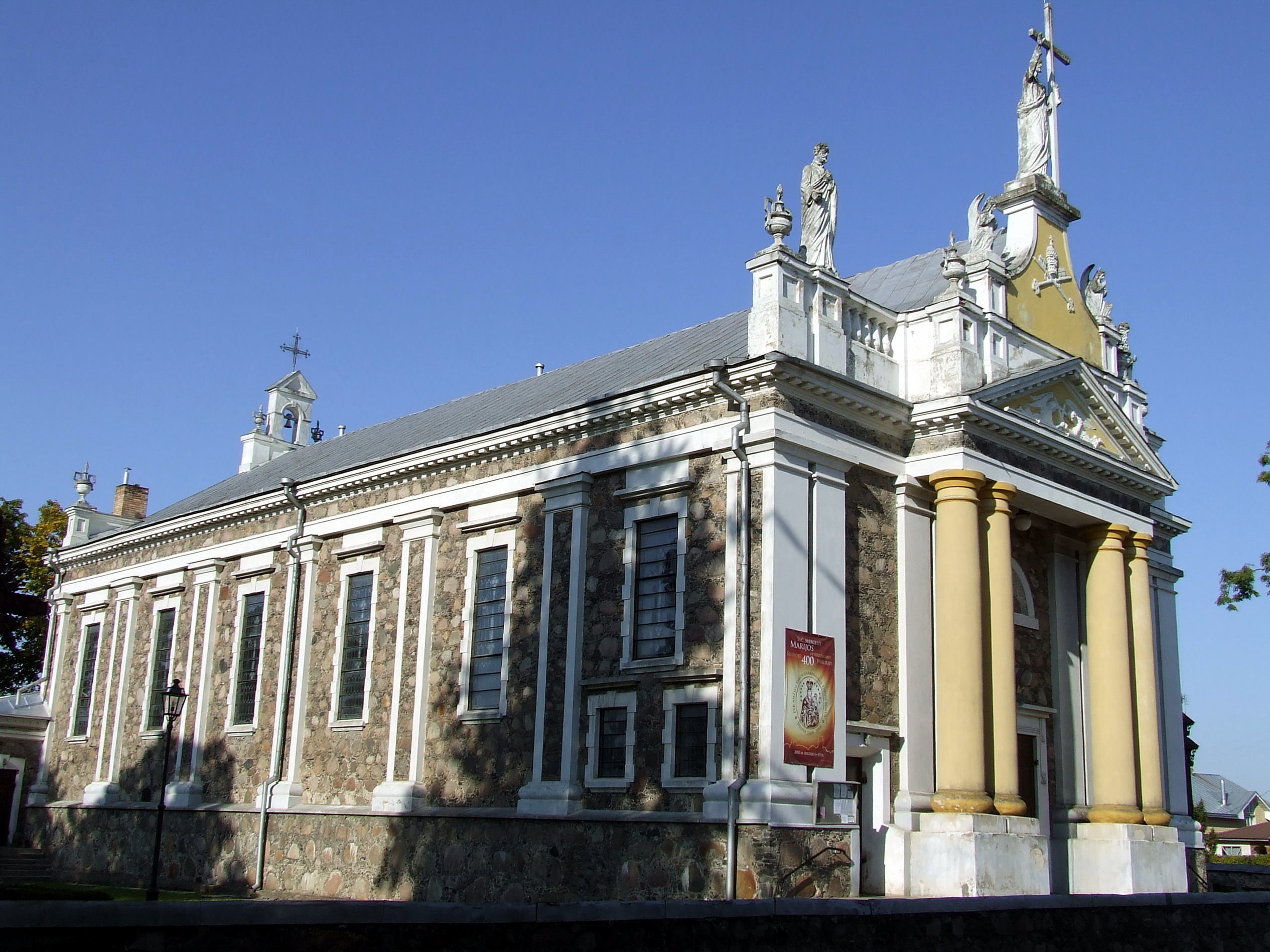
Церква Св. Петра і Св. Павла, Укмерге

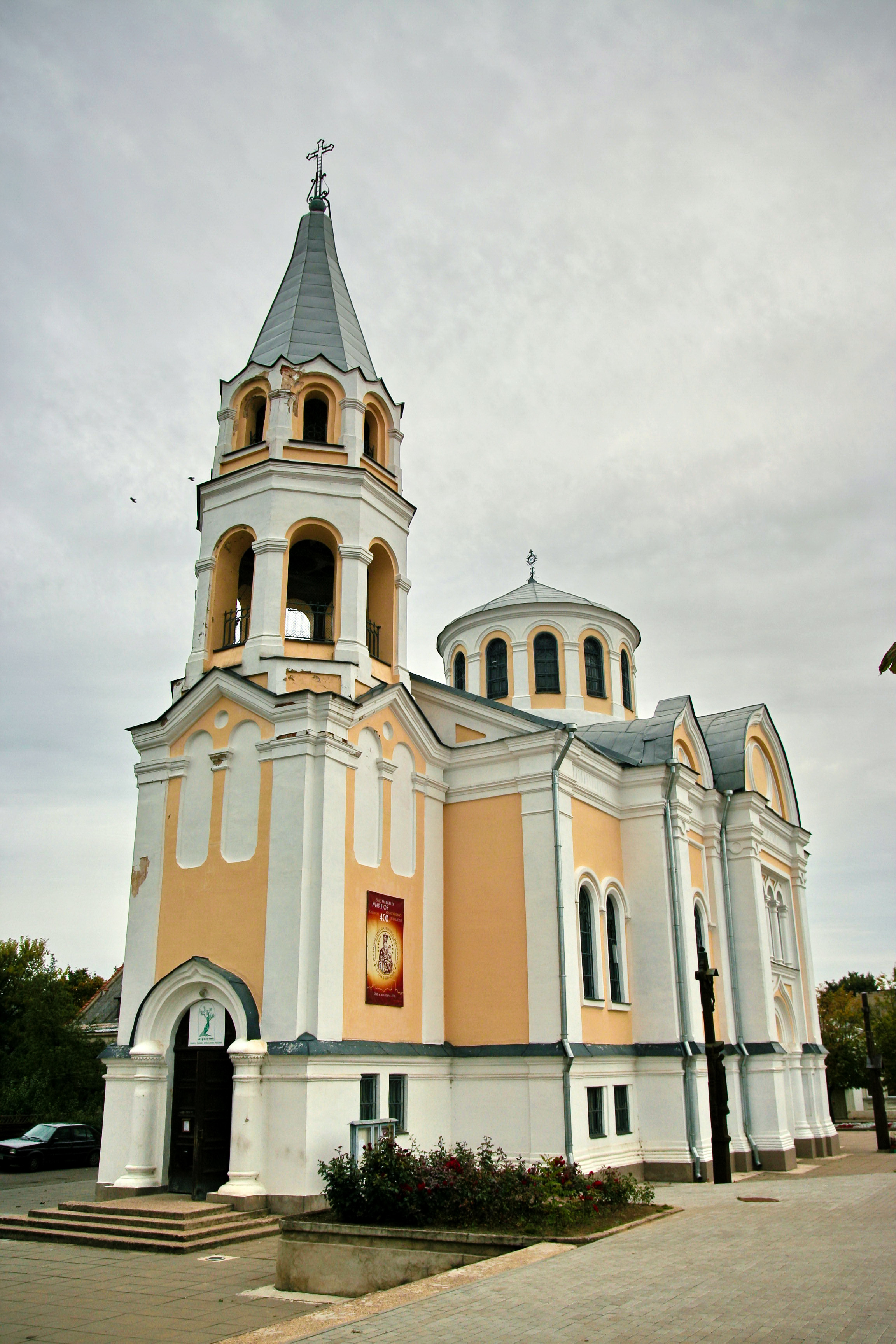
Церква Святої Трійці, Укмерге

### Велике князівство Литовське
Місто відоме з XIII століття, однак, заснування міста приписується легендарному Довспрунгу і відносять до X століття. На горі, що згодом отримала назву Замкової, знаходився замок для захисту міста, на який неодноразово здійснював напад Орден мечоносців, починаючи з XIII століття.
Укмерге вперше згадується у 1225 році і назване поселенням у 1333 році. По суті, це була дерев'яна фортеця, яка стояла на пагорбі біля злиття річок Вількмерге та Швянтої. Укмерге зазнавало нападів Тевтонських лицарів і Лівонського ордену у 1333, 1365, 1378, 1386 і навіть у 1391 роках, уже після християнізації Литви у 1387 році. Під час останнього нападу, Укмерге було спалене вщент і його довелося повністю відбудовувати.
Регіон почав приймати християнство, разом з рештою Литви, у 1386. У наступному, 1387 році в Укмерге була збудована перша католицька церква Св. Петра і Св. Павла. Це була одна з перших римсько-католицьких церков, заснованих у Литві. Місто отримало муніципальні права через деякий час після битви під Вількомиром у 1435 році, і письмові джерела, починаючи з 1486, згадували його як місто. Король Сигізмунд I Старий підтвердив ці права. За часів Речі Посполитої місто було центром повіту Віленського воєводства.
У 1435 поблизу міста відбулася Вилкомирська битва, що стала поворотною точкою в громадянській війні у Великому князівстві Литовському.
У 1655 шведські та московські війська пограбували місто. Через ці безперервні війни Укмерге зазнавало багатьох невдач. У 1712 бубонна чума прокотилася містом і завдала шкоди його населенню. У 1792 з ініціативи представника міста у Великому сеймі Юзефа Домініка Косаковського король Станіслав-Август Понятовський поновив міські права міста та надав йому нинішній герб.

### 18 і 19 століття
У 1795 місто разом із більшою частиною Литви було анексоване Російською імперією, увійшовши до Віленської губернії. У 1812 неподалік Укмерге відбулася битва під Дельтувою між російською та французькими арміями; Армія Наполеона здійснила набіг на місто під час французького вторгнення в Російську імперію. Під час Листопадового повстання 1831 року місто кілька місяців залишалося в руках повстанців. У 1843 містечко увійшло до складу новоствореної Ковенської губернії. У 1863 Укмерге бере участь у Січневому повстанні проти Російської імперії. У 1876 в Укмерге була заснована сірникова фабрика. У 1877 знову спалахнула пожежа. Майбутній президент Литви Антанас Смятона народився в Ужуленісі поблизу Укмерге і здобув освіту в місцевій школі. У 1882 була відкрита друкарня. У 1899 тринадцять осіб було покарано за розповсюдження книг, написаних литовською мовою, що на той час було заборонено.
З 1795 по 1917 роки місто було центром Вількомирського повіту Віленської та Ковенської губернії.

### 20 століття
У 1918, після проголошення незалежності Литви, назву міста було змінено з Вількмерге на Укмерге. У 1919 більшовицькі війська окупували місто під час литовсько-радянської війни, але невдовзі воно було звільнене литовською армією на чолі з Йонасом Варякоїсом. Під час битви під Укмерге було взято понад п'ятсот більшовицьких полонених. Того ж року було створено чавуноливарний завод. У 1920 литовська армія зупинила вторгнення Польщі до решти країни після серії боїв, які велися за встановлення кордонів між двома нещодавно відновленими країнами. Відкрито електрозавод, друкарню та ще 120 дрібних підприємств. До 1939 в місті було п'ять газет. У 1930 на честь першого десятиліття відновлення незалежності Литви було споруджено пам'ятник під назвою «Lituania Restituta». Під час міжвоєнного періоду в Укмерге працювала польська середня школа.

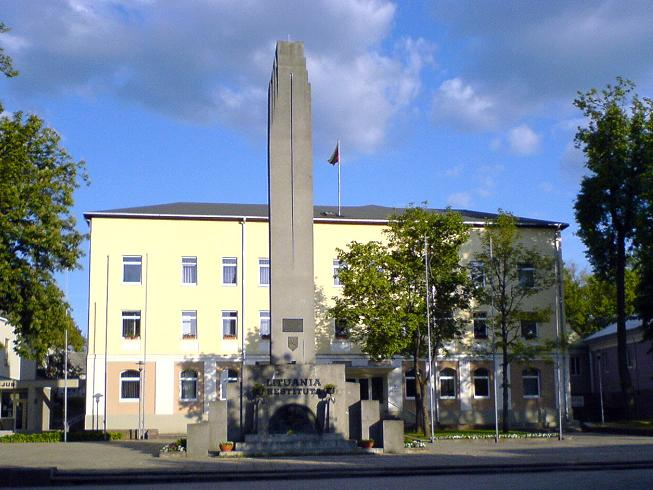
Пам'ятник незалежності Укмерге, «Lituania Restituta»

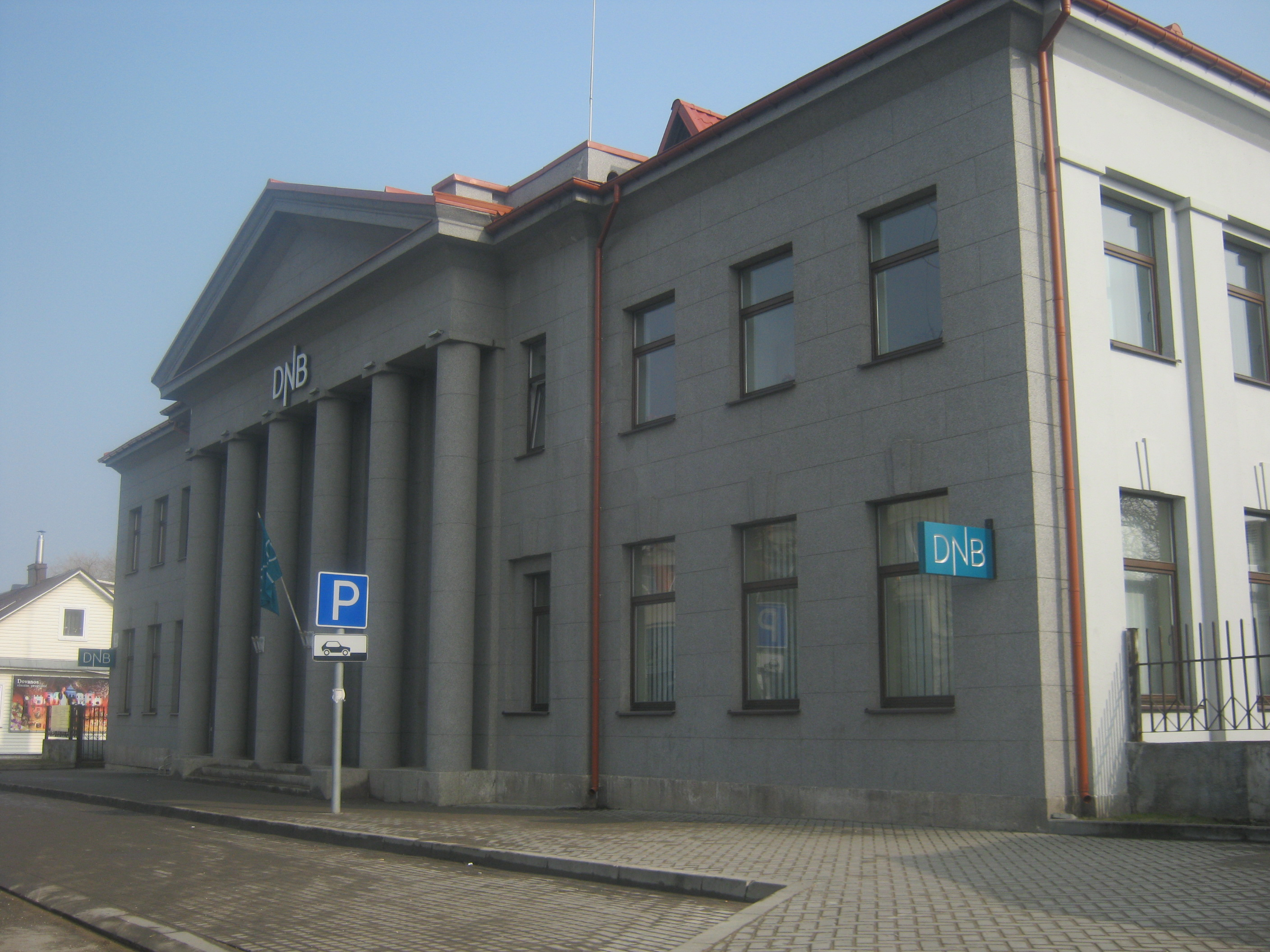
DNB банк в Укмерге

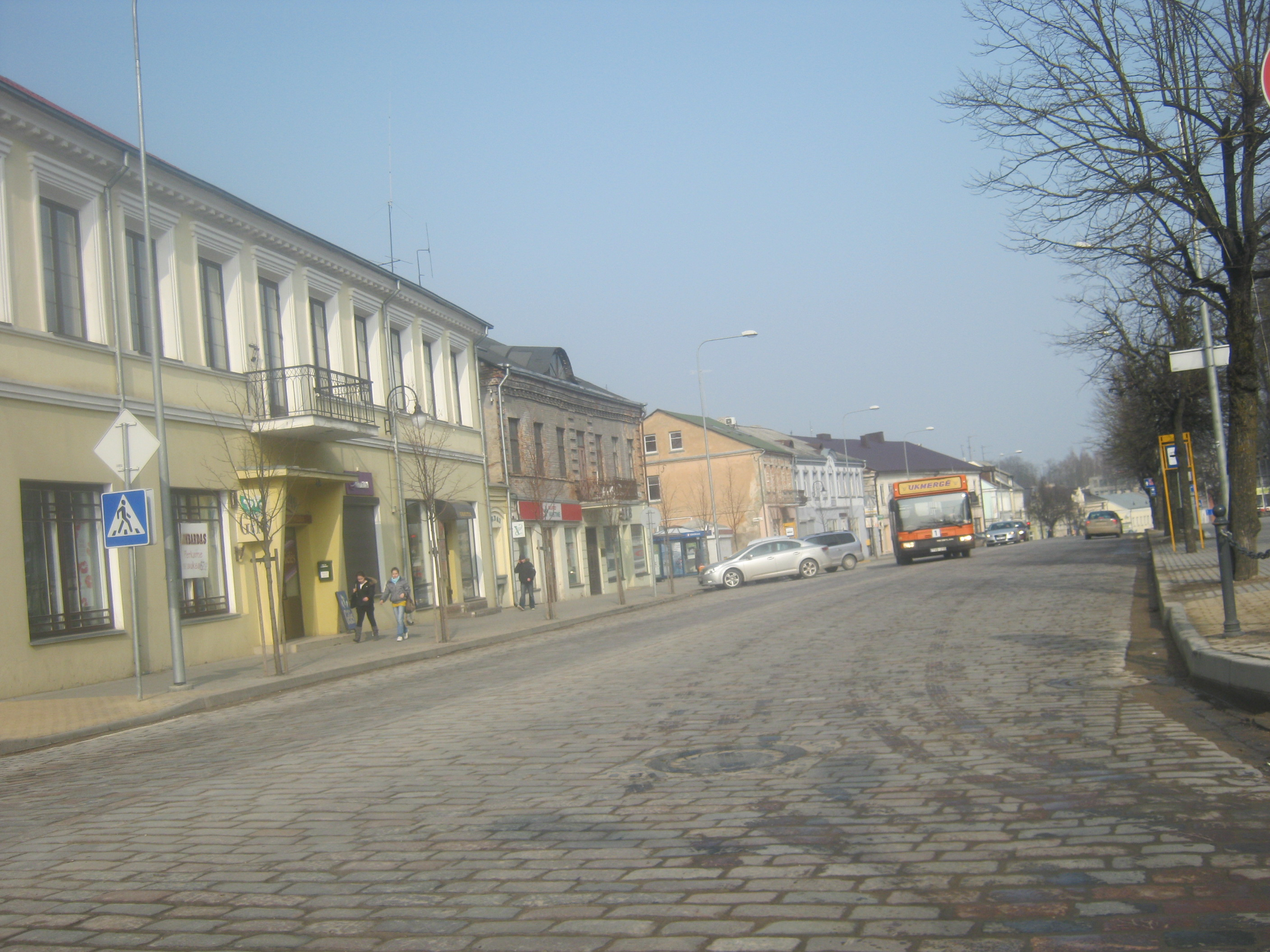
старе місто Укмерге

У 1940 році, після радянської окупації Литви, почалися депортації людей з міста. Коли нацистська Німеччина напала на Радянський Союз та окуповані ним території 22 червня 1941, радянські війська, що відступали, дали вказівки своїм бойовикам убити близько 120 полонених; однак більшість з них втекла; лише восьмеро з них були закатовані до смерті. Під час Другої світової війни центр міста постраждав від значних бамбардувань.
Протягом багатьох років після повернення радянської влади жителі міста організовували й брали участь у русі опору. Тривала депортація населення міста до Сибіру. У 1950 році пам'ятник Незалежності Литви було зруйновано. Місто реконструювало його в 1990, ще до відновлення незалежності Литви. Приблизно в 1964 дві ядерні бази для ракет Р-12 були побудовані в лісах поблизу Укмерге за Микити Хрущова. Кожна база мала чотири наземні пускові майданчики, напівпідземні ангари для зберігання ракет і кілька додаткових будівель. Бази були згадані в Договорі про ліквідацію ракет середньої і малої дальності 1987 року між Сполученими Штатами та СРСР. Наразі вони обидві перебувають у зруйнованому стані та доступні для відвідування.

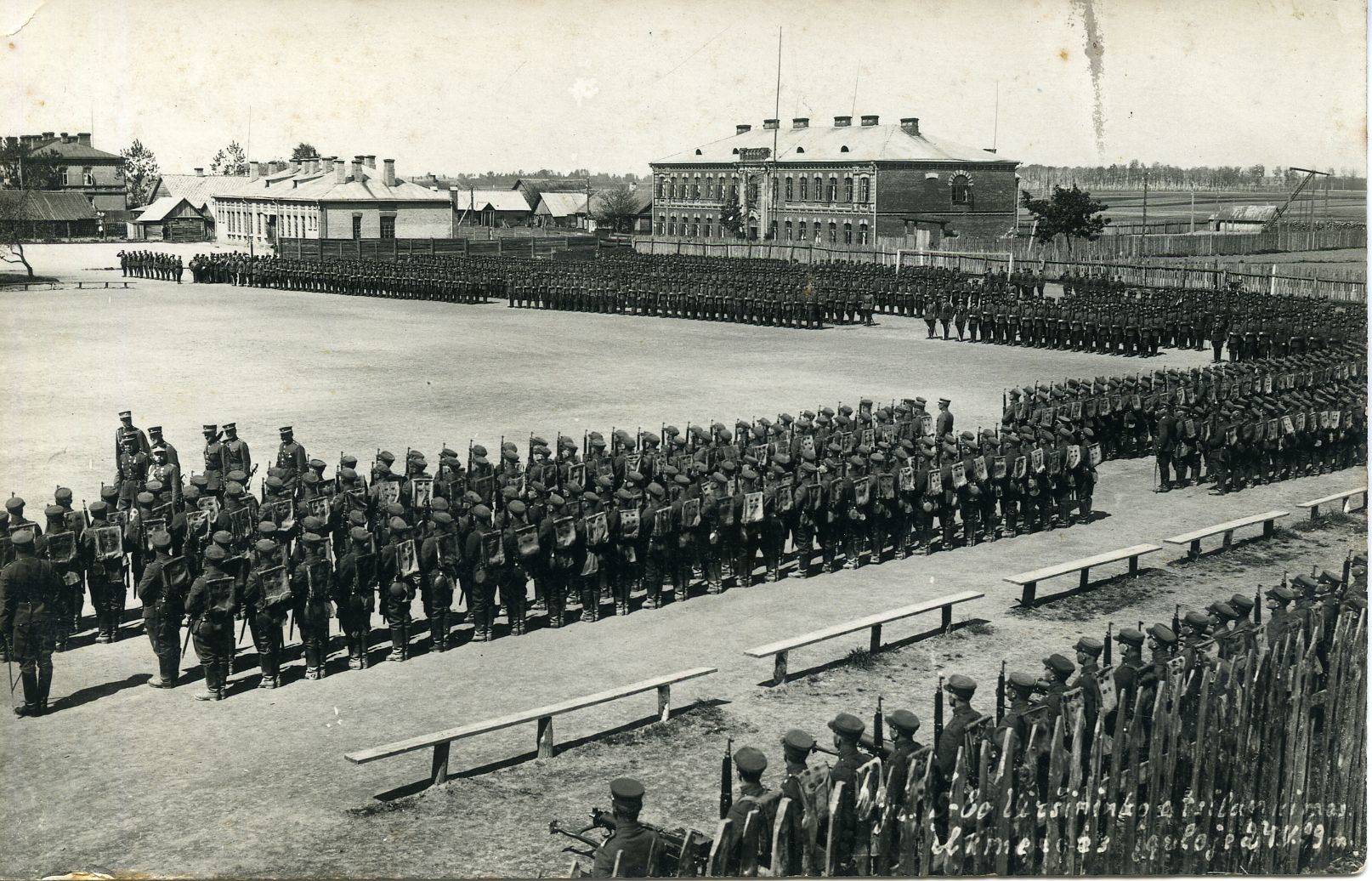
1-й піхотний полк литовської армії Великого князя Литовського Гедиміна парадує на полі біля своїх казарм в Укмерге 1929 р.
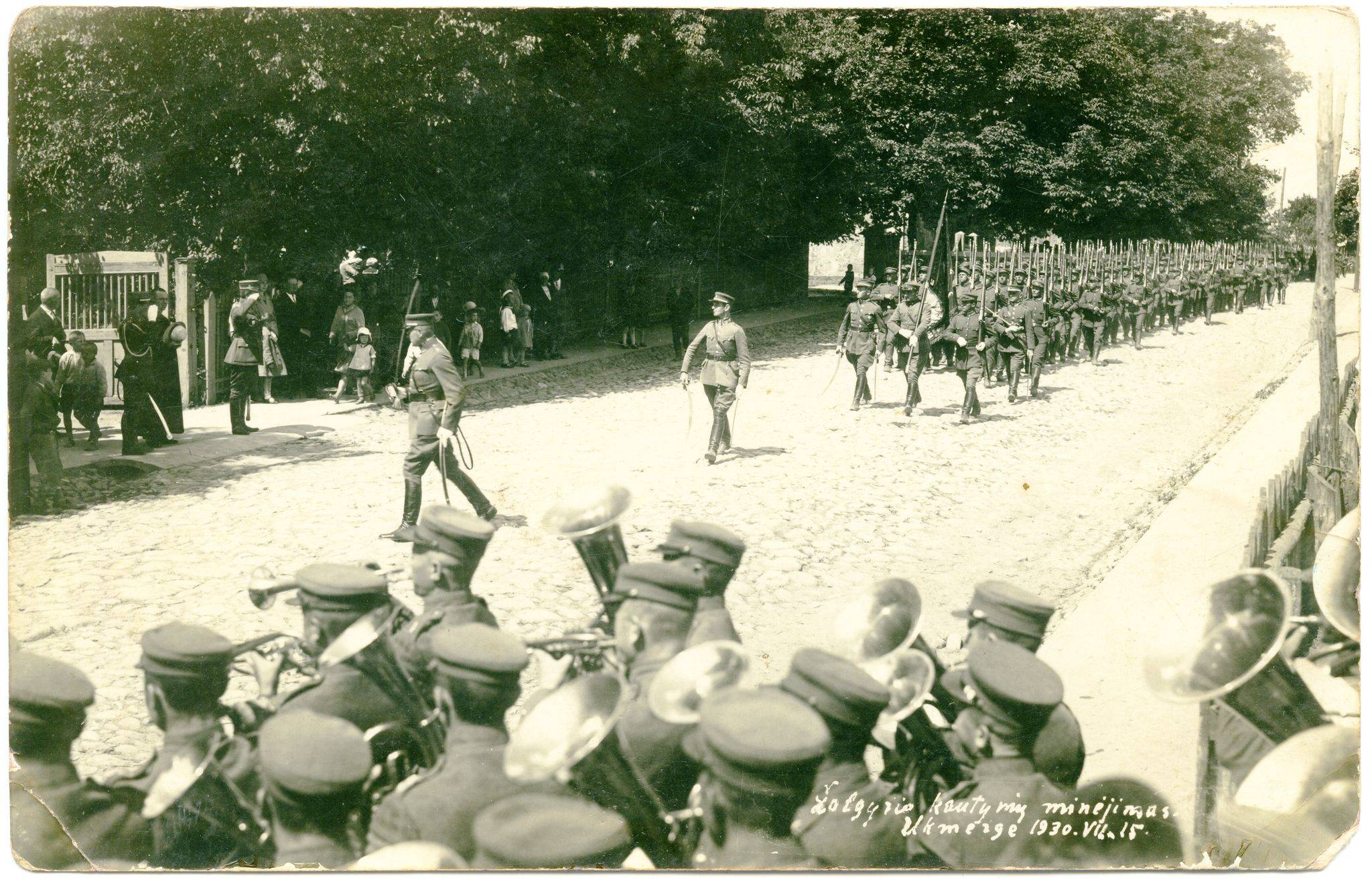
Маршують солдати 1-го піхотного полку Великого князя Литовського Гедиміна. Укмерге 1930 р.
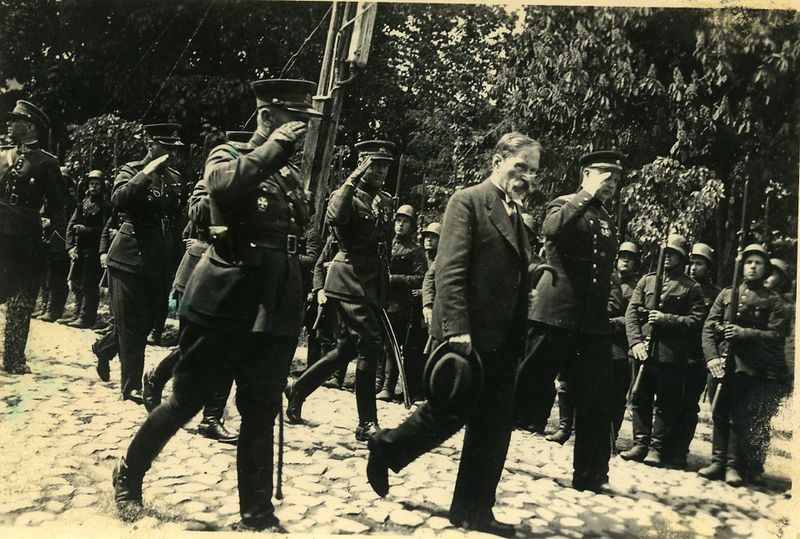
Начальник Укмергського повіту Юргеліс Владас супроводжує президента Антанаса Сметона під час його візиту до Укмерге.
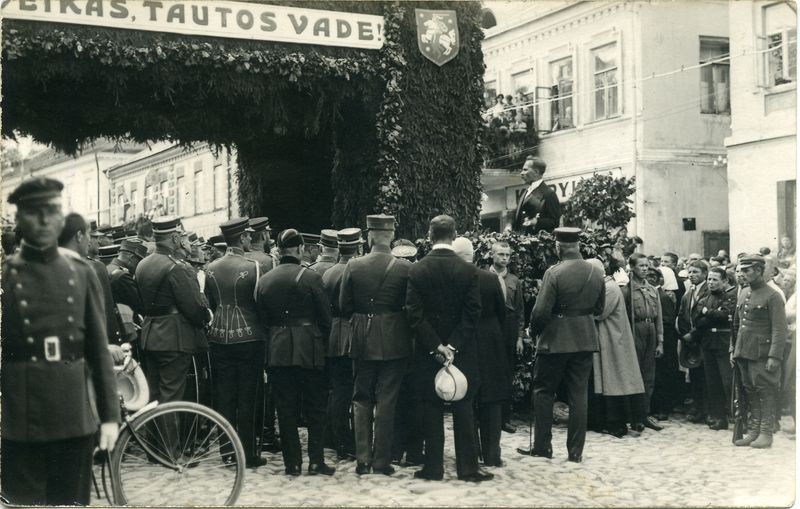
Публічний виступ президента Антанаса Сметони на площі Кейстутіса в Укмерге.

### Відновлення незалежності Литовської Республіки
З 1991 року місто у складі відновленої Литовської Республіки.

## Населення
| Динаміка населення з 1825 по 2016 |        |          |          |        |          |          |          |
| 1825                              | 1837   | 1856     | 1860     | 1863   | 1889     | 1897пер. | 1913     |
| 4143                              | 5275   | 6230     | 7309     | 7480   | 16 559   | 13 532   | 16 300   |
| 1923пер.                          | 1939   | 1959пер. | 1970пер. | 1976   | 1979пер. | 1989пер. | 2001пер. |
| 10 604                            | 14 000 | 14 900   | 21 600   | 25 800 | 26 601   | 30 410   | 28 759   |
| 2011пер.                          | 2016   | -        | -        | -      | -        | -        | -        |
| 23 878                            | 21 516 | -        | -        | -      | -        | -        | -        |
| Гістограма динаміки населення     |        |          |          |        |          |          |          |

## Дружба з Кам'янцем-Подільським
В Україні містом-побратимом Укмерге є Кам'янець-Подільський.
Уперше кам'янчани почули про Укмерге восени 1990. Тоді в Кам'янці-Подільському 7—9 вересня проходило традиційне фольклорно-етнографічне свято «Подільські візерунки». У ньому на запрошення міської ради взяли участь два самодіяльні колективи з Литви: «Пунтукес» із міста Анікщяй (керівник Регіна Будрейкене) та «Дагіліс» з Укмерге (керівник Юрате Мартінкуте). Мотивувалося це запрошення тим, що в Литві проживає багато українців.
Трагічні події, що сталися в ніч із 12 на 13 січня 1991 у столиці Литви, коли війська захопили будинок Вільнюського радіо й телебачення, знайшли відгук і в Кам'янці-Подільському. 16 січня, під час відкриття сесії міської Ради, депутати хвилиною мовчання вшанували пам'ять жертв трагічних подій у Литві (під час штурму будинку Вільнюського радіо й телебачення загинуло, за різними даними, від 14 до 16 чоловік). 17 січня депутати міськради ухвалили заяву щодо подій у Литві. Її було направлено Президентові СРСР Михайлові Горбачову, Головам Верховних Рад (або Президентам) усіх республік.
6—8 вересня 1991 в Кам'янці-Подільському відбулося традиційне свято фольклору, етнографії, гумору й сатири; цього разу під назвою «Подільські вечорниці». У святі взяла участь — уже вдруге — делегація з Укмерге. У Кам'янці-Подільському перебували творчі колективи, а також завідувач відділу культури Укмергеського міськвиконкому Євгенія Войткене. Так зародилася дружба між українським і литовським містами.
Невдовзі стали звичними поїздки кам'янецьких делегацій до Укмерге. Так, у січні 1993 тодішній голова міськвиконкому Михайло Аносов, його заступник Володимир Лобашов, керівник органу приватизації Людмила Шевчук вивчали в Укмерге литовський досвід приватизації. Через півроку Лобашов знову відвідав Укмерге, цього разу з культурною місією: до складу делегації входили завідувач міського відділу культури Володимир Шедловський і дитяча хорова капела «Журавлик» (керівник Іван Нетеча).
Логічним підсумком дружби між містами стала ухвала Кам'янець-Подільського міськвиконкому від 4 листопада 1993, якою, зокрема, вулицю Червоного Козацтва перейменовано на Укмергеську.
2003 у Литві з 10-денним робочим візитом перебував міський голова Кам'янця-Подільського Олександр Мазурчак. Він, зокрема, зустрівся з мером Укмерге, домовився про відновлення співпраці міст.
У 2022 році шістдесят юних кам'янчан вирушили на оздоровлення та відпочинок до міста Укмерге, за кошти міста-побратима.

## Уродженці
- Евалдас Ігнатавічюс (* 1967) — литовський дипломат, посол Литви в Республіці Білорусь (2013—2016)

## Галерея

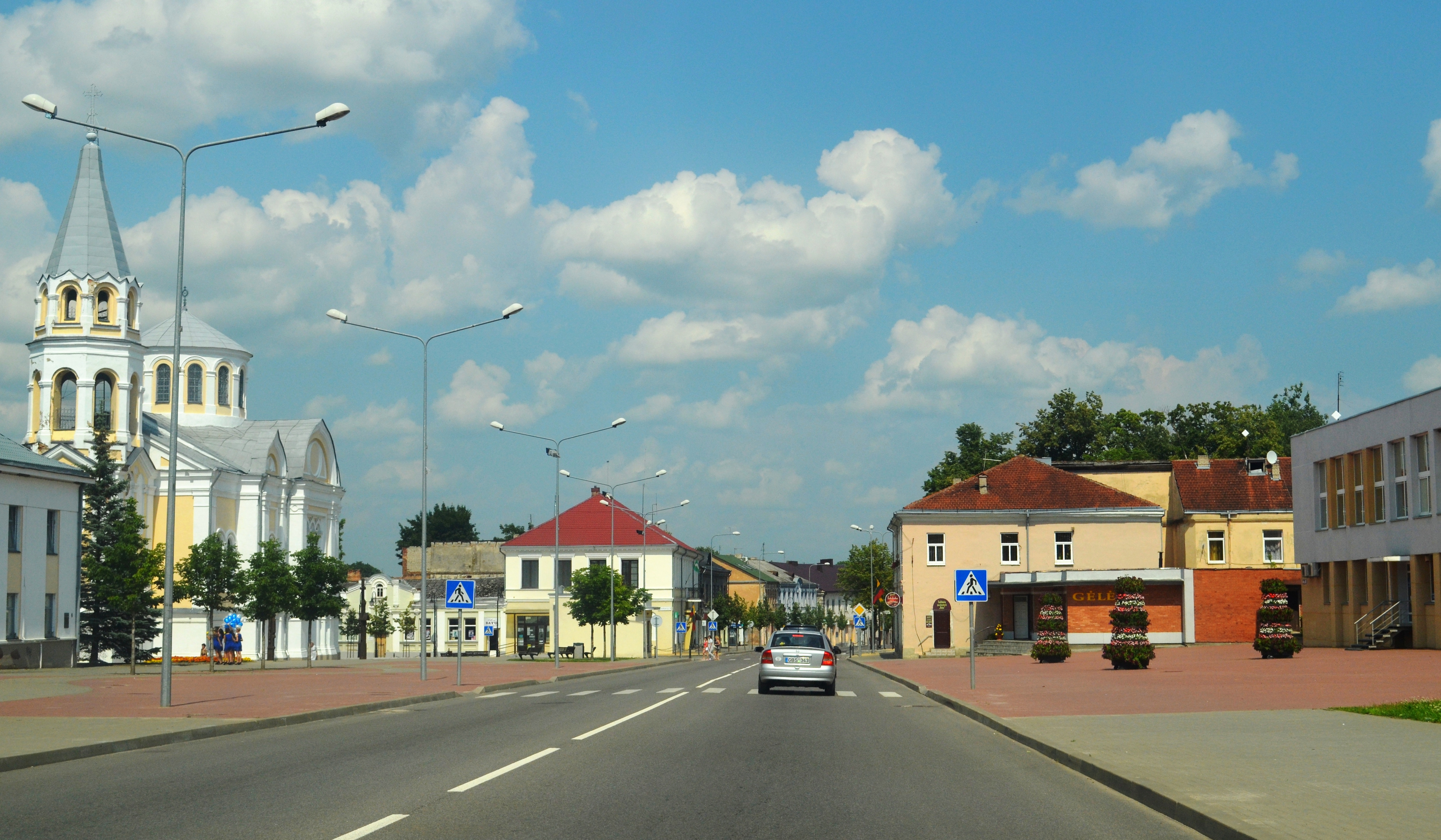
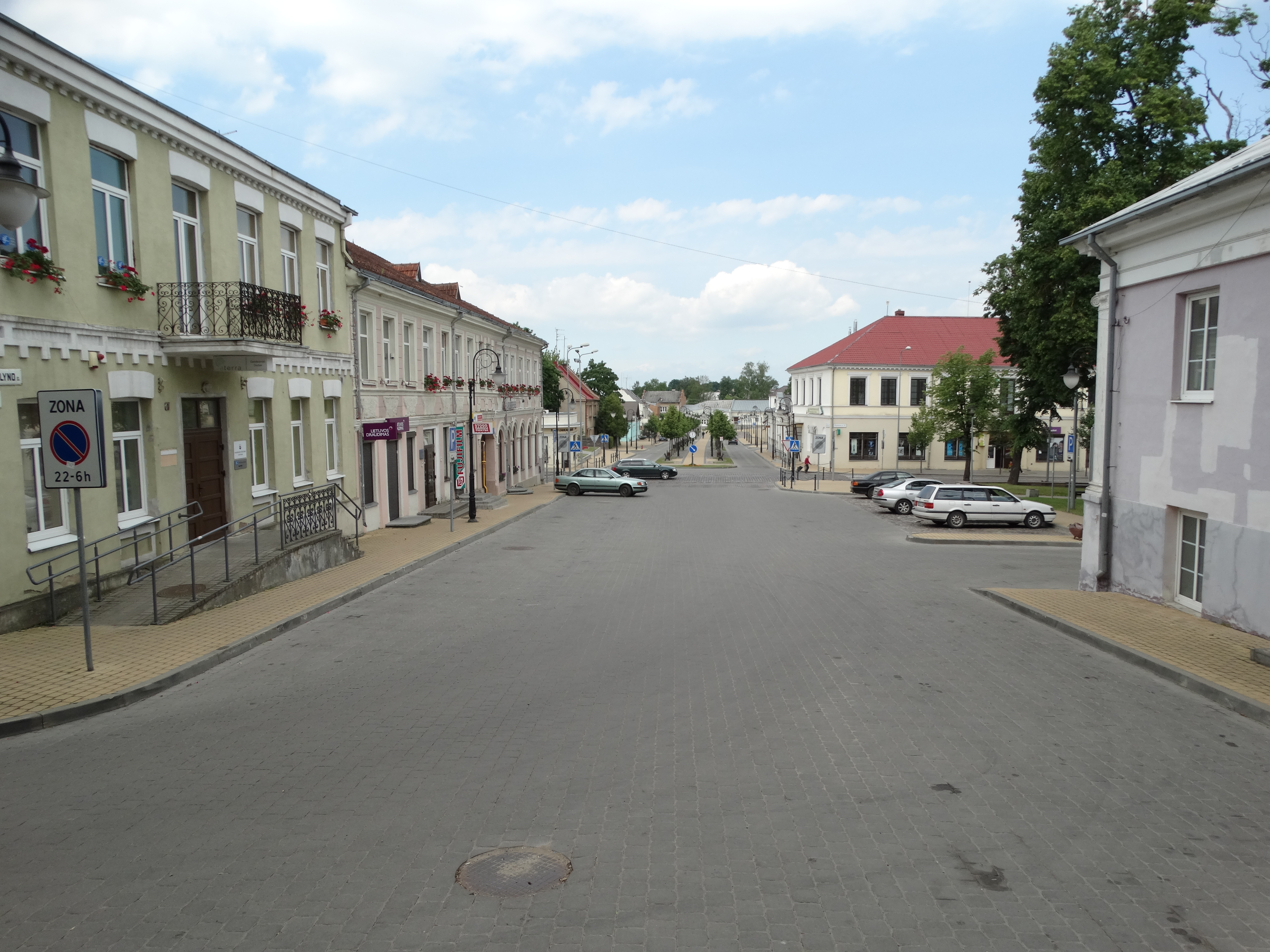
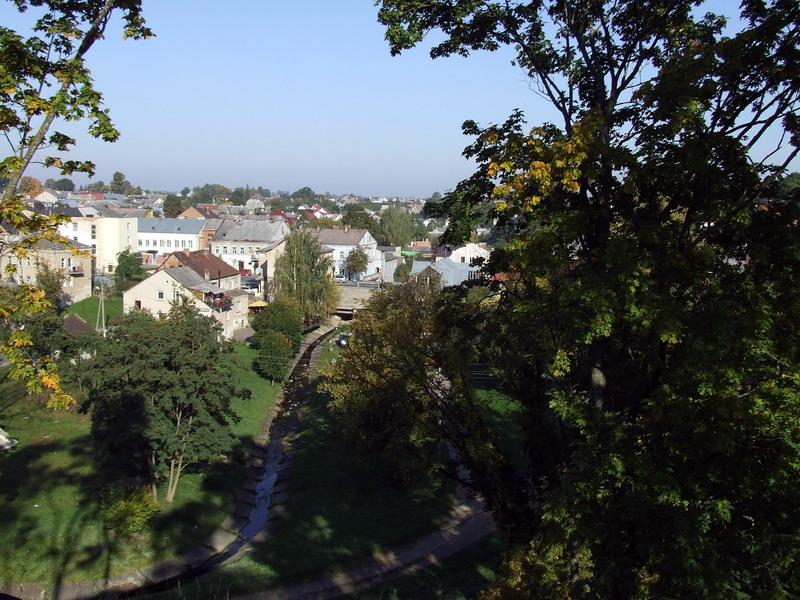
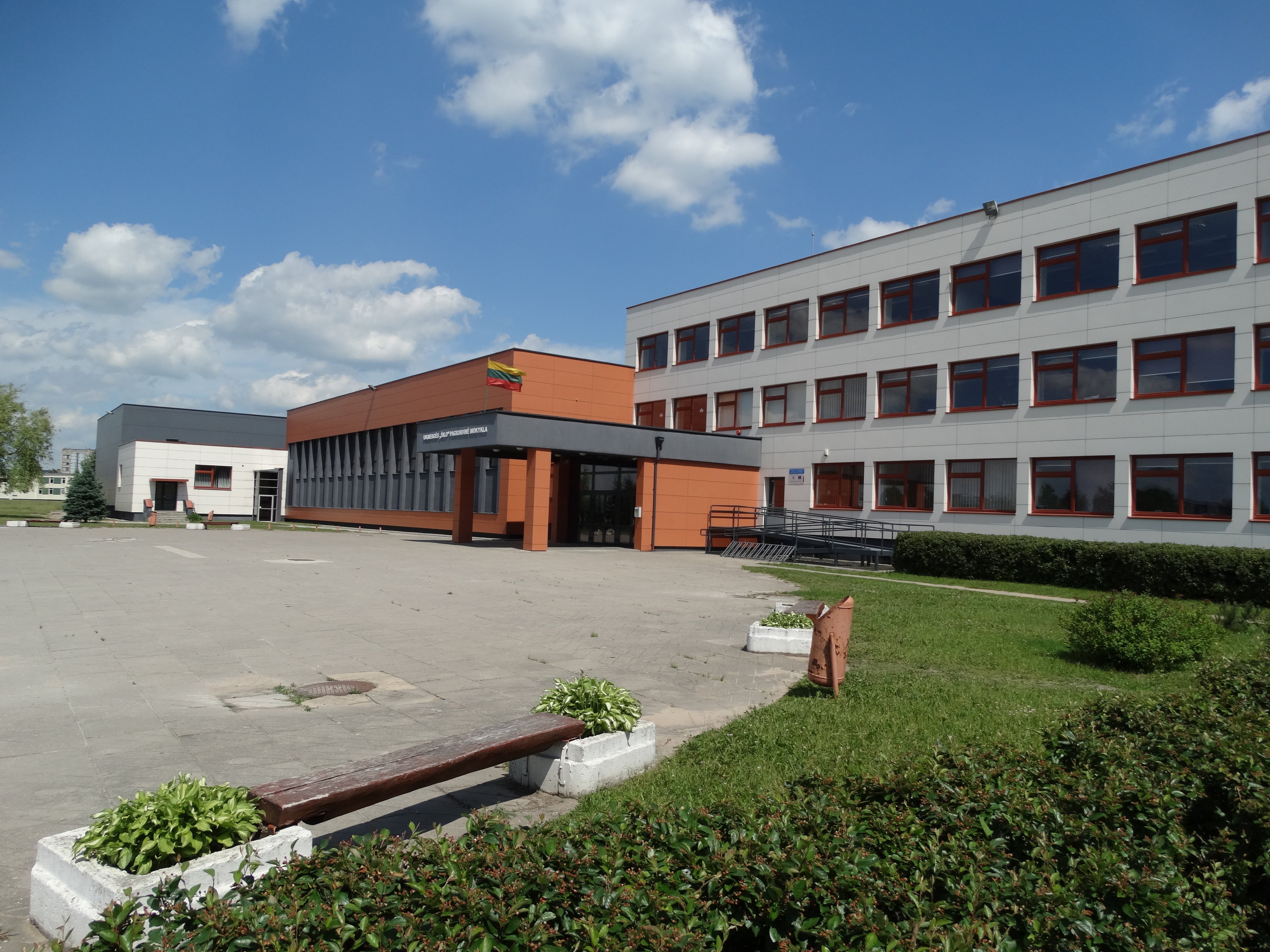
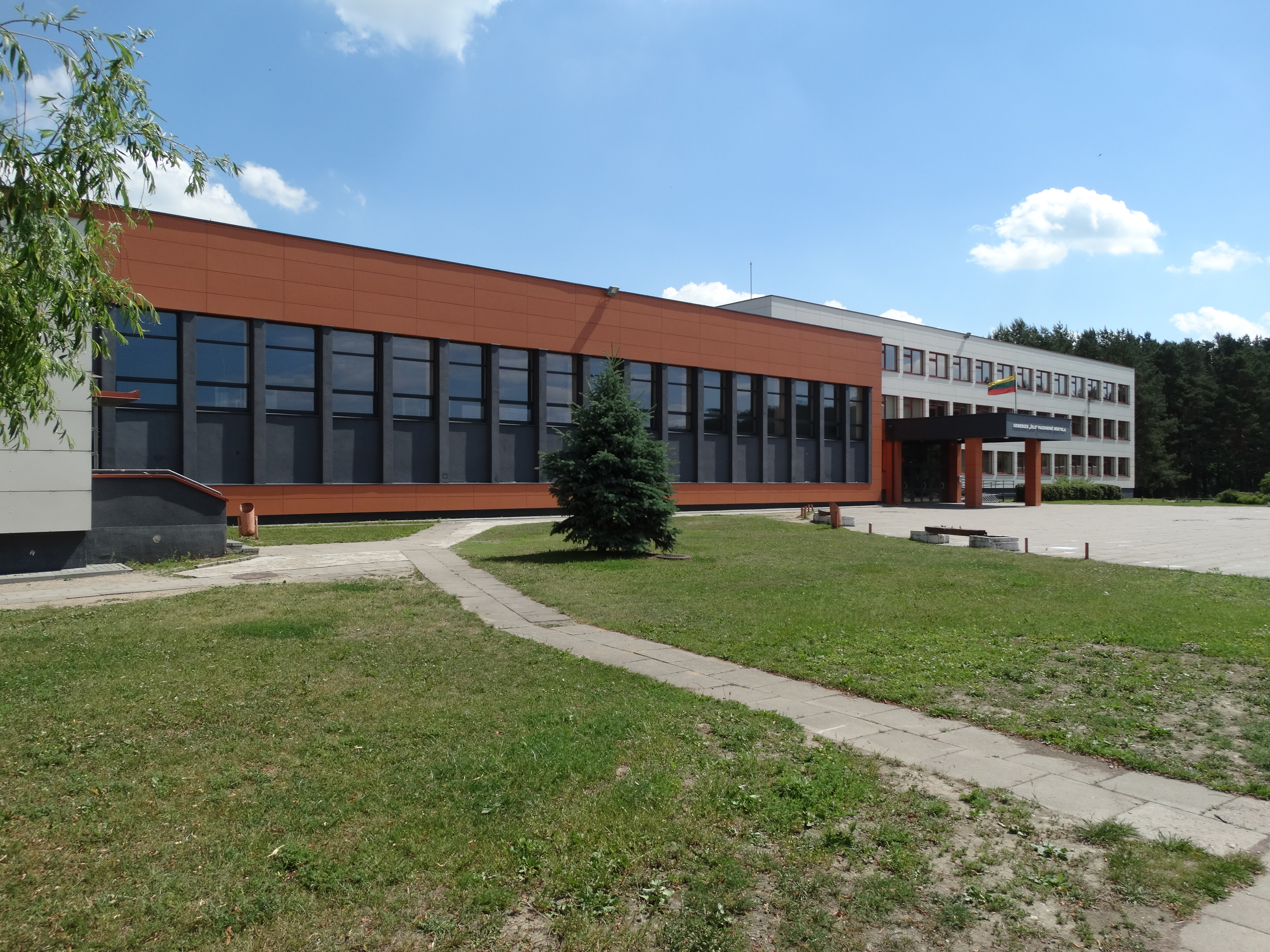
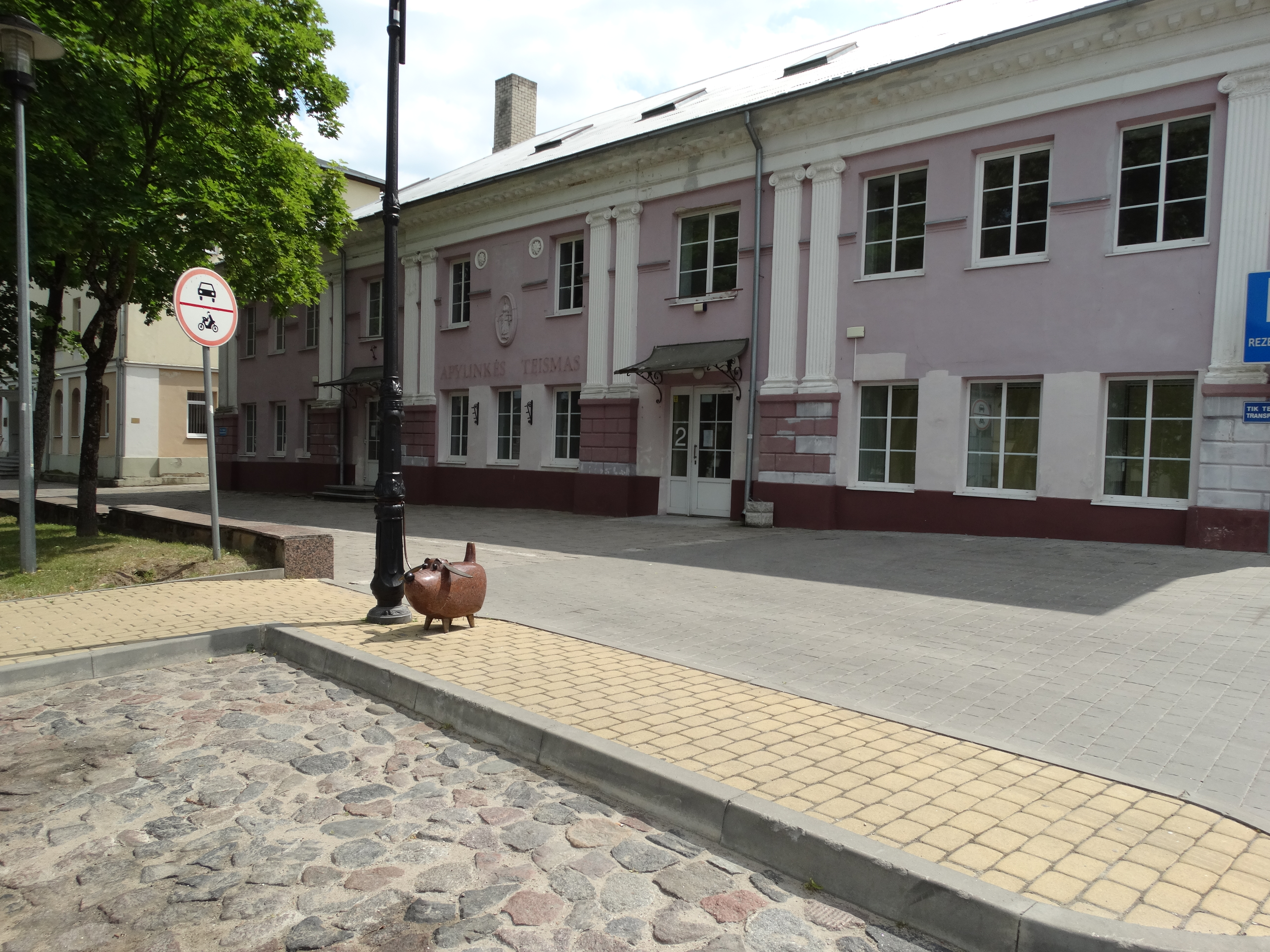
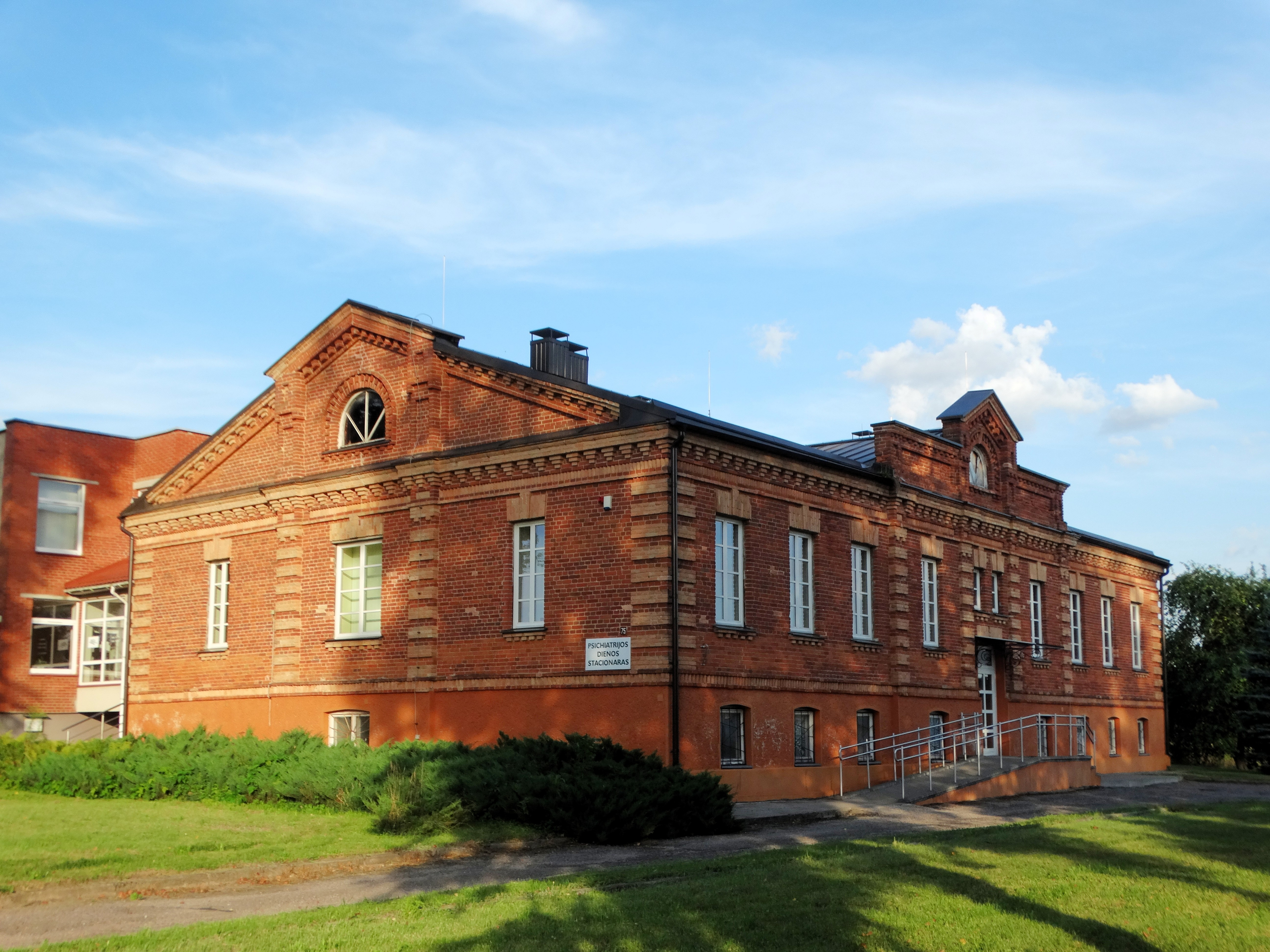
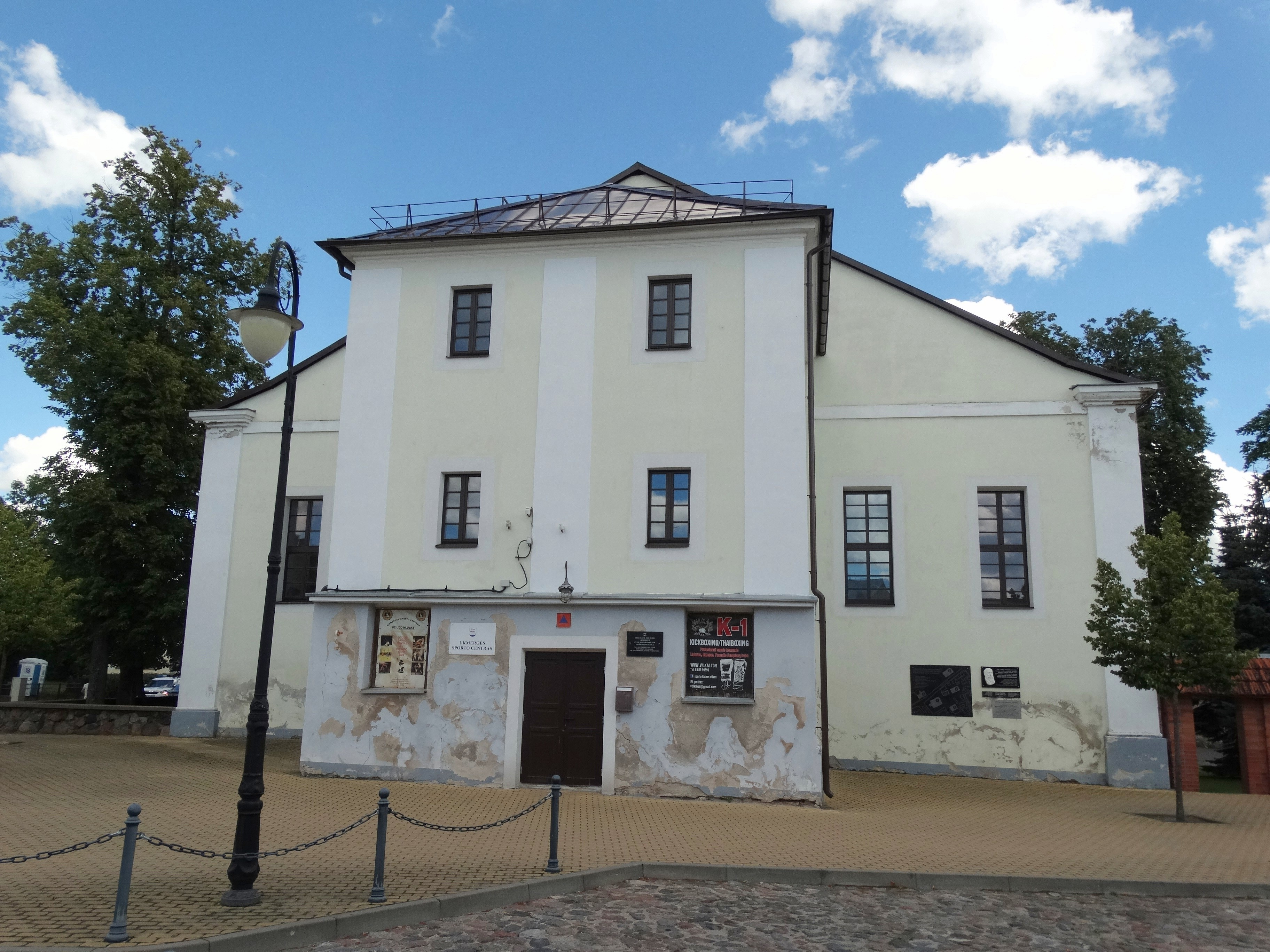
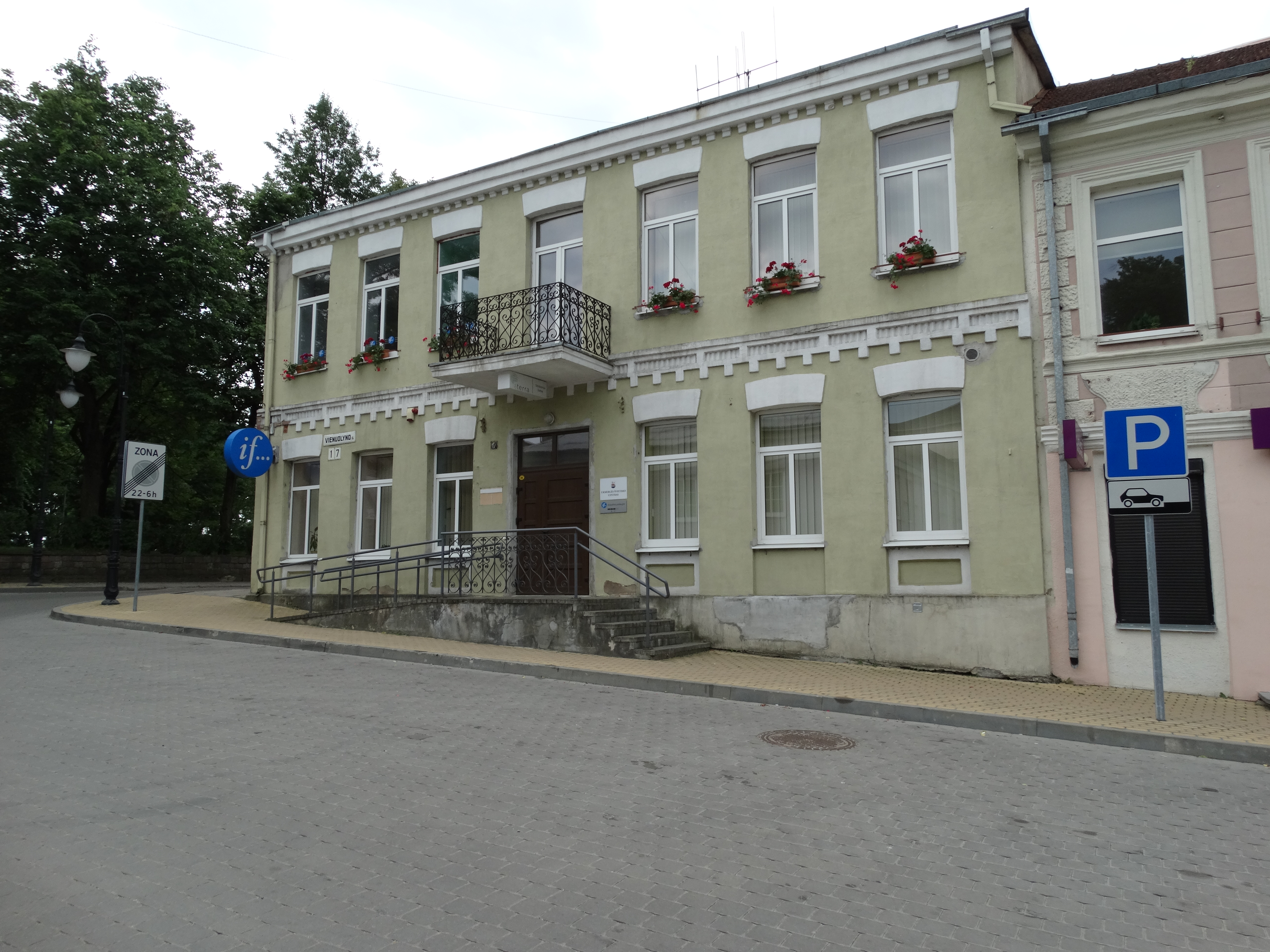
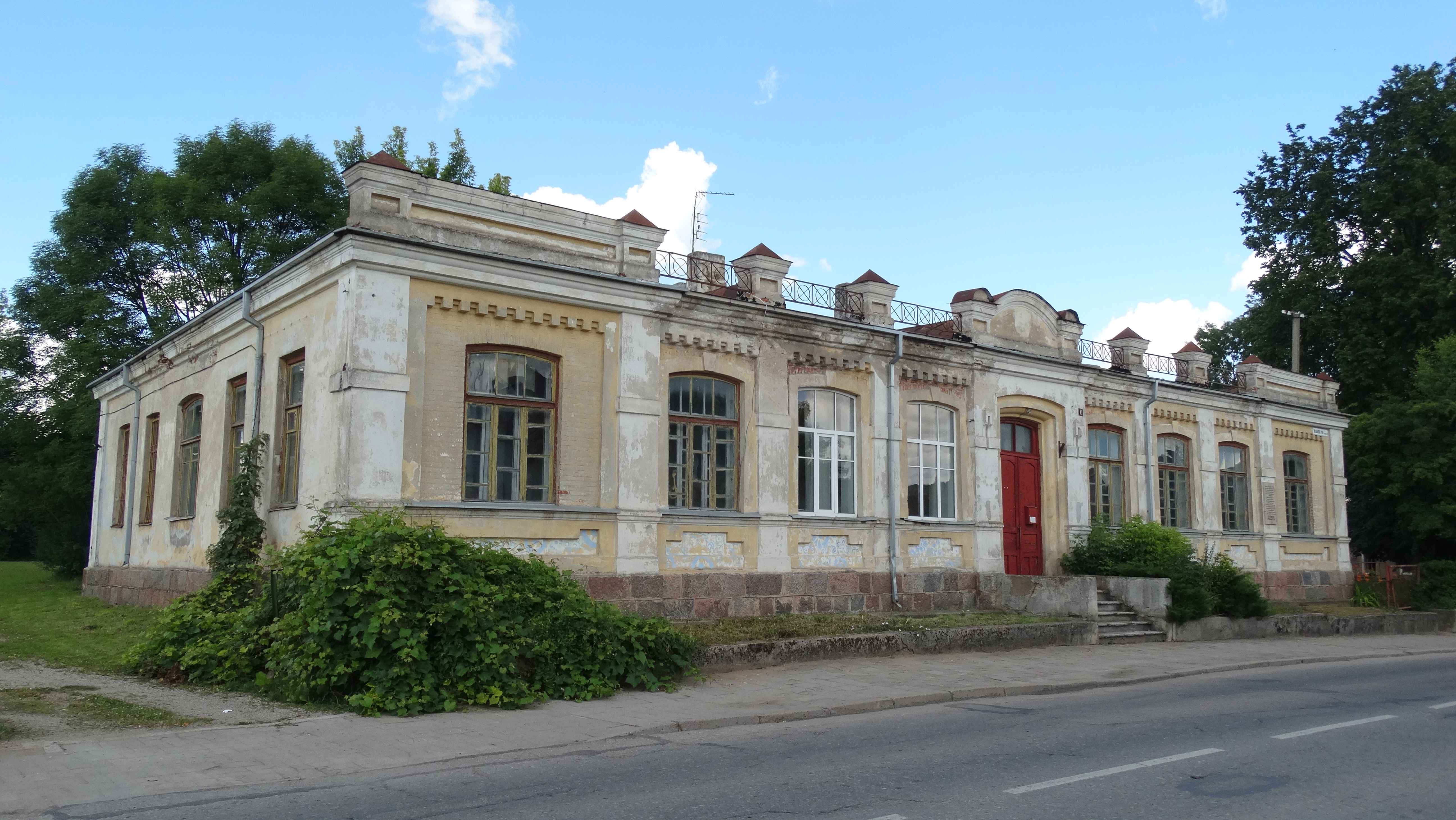
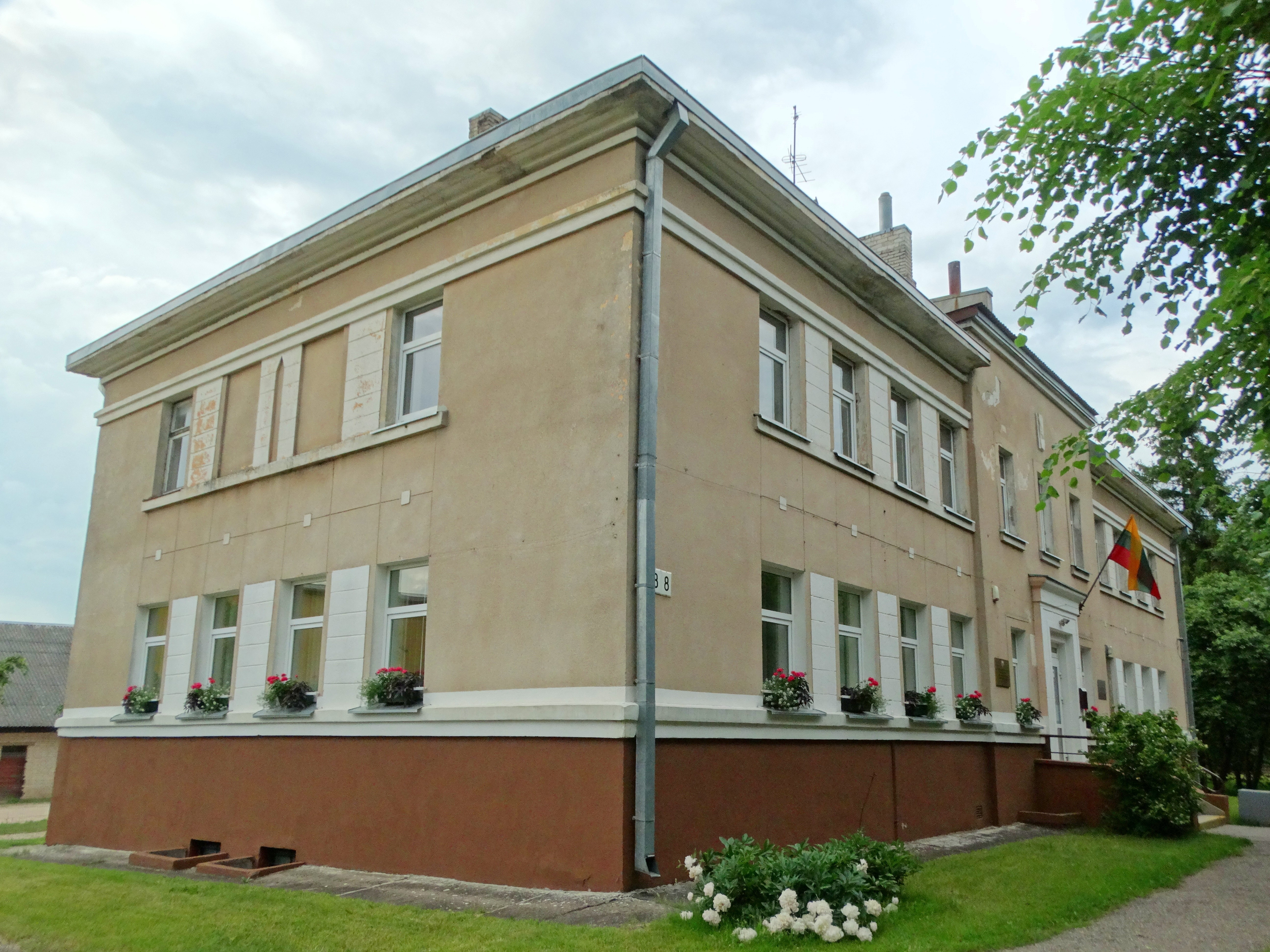
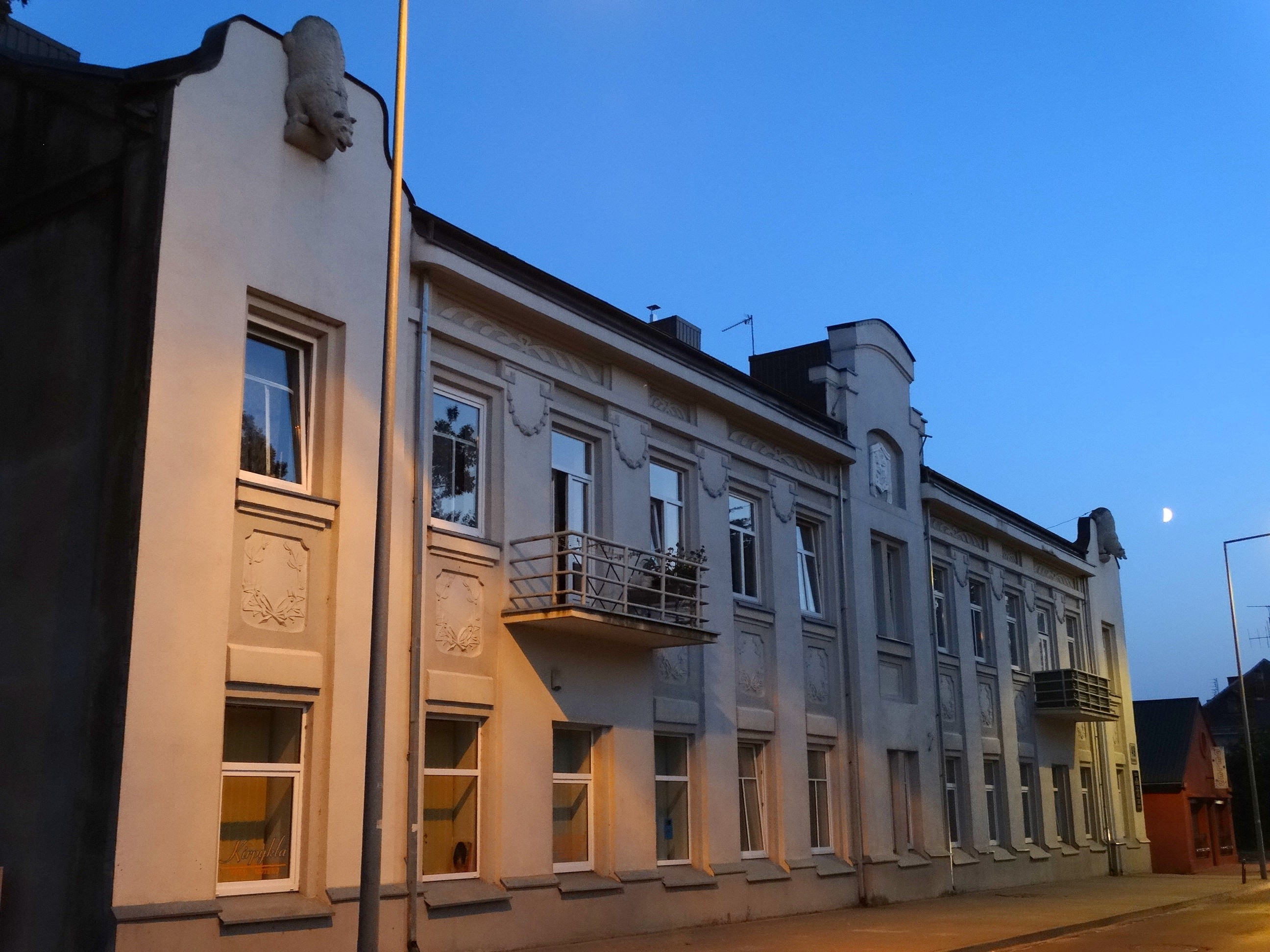
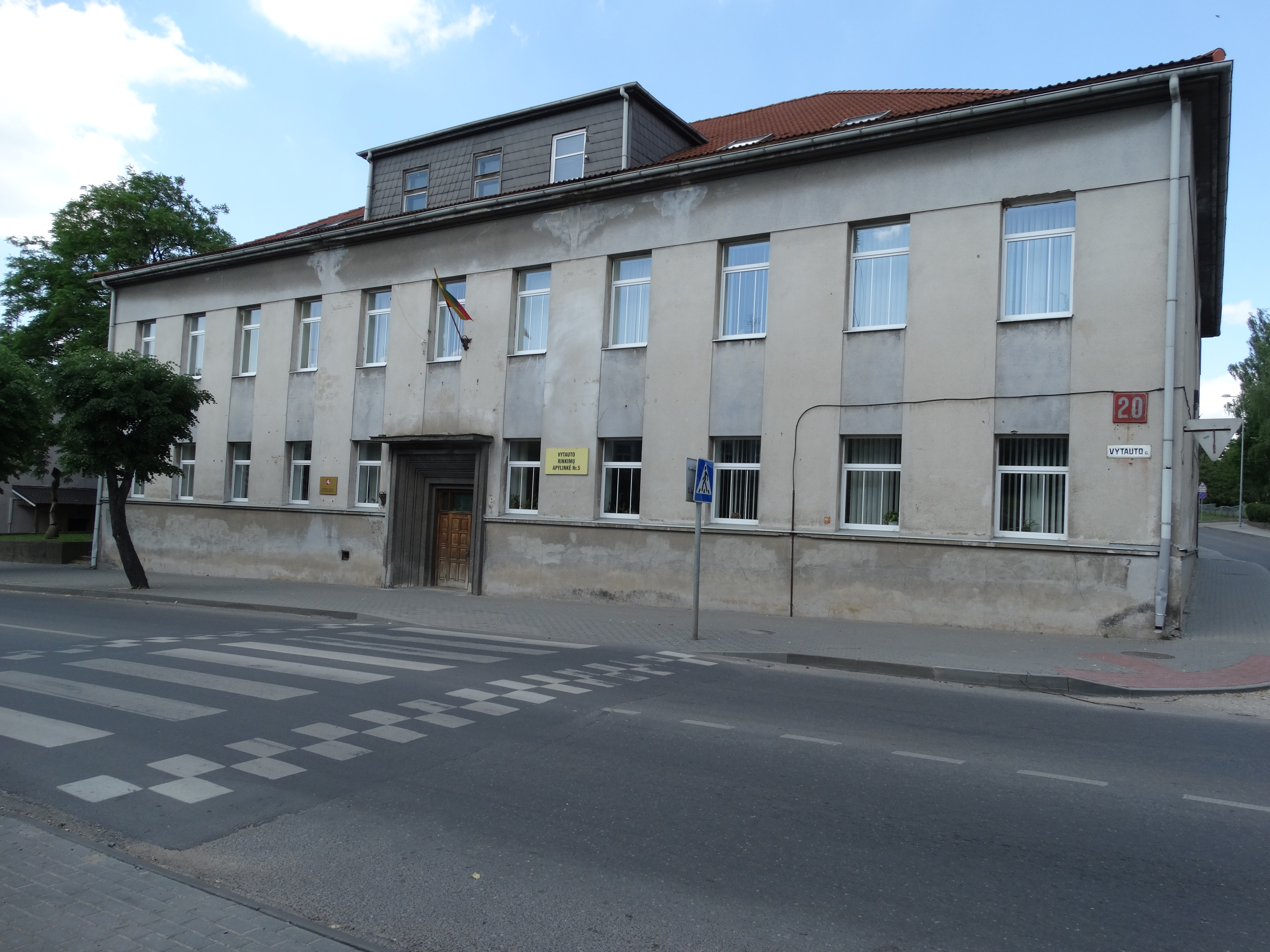
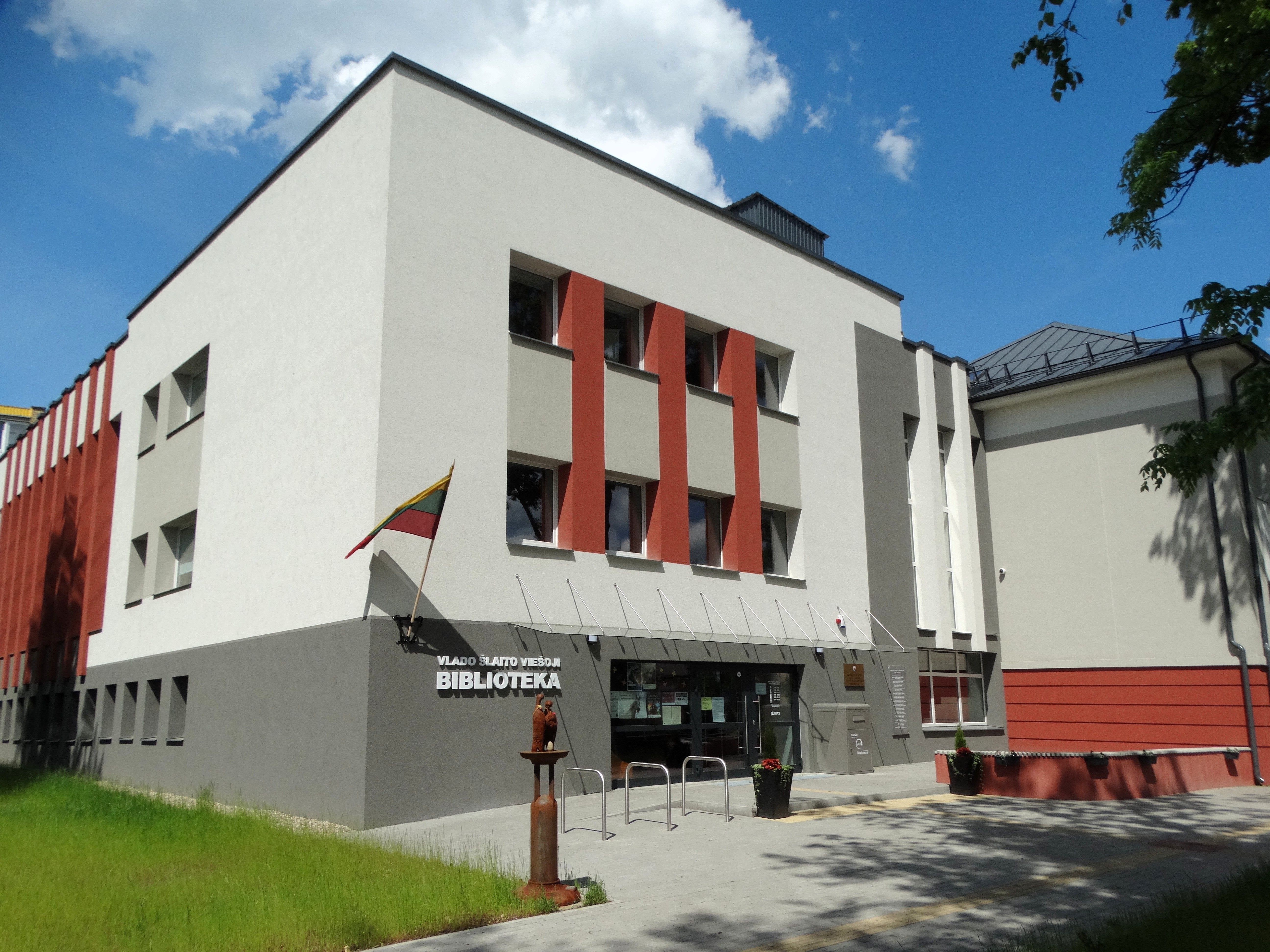
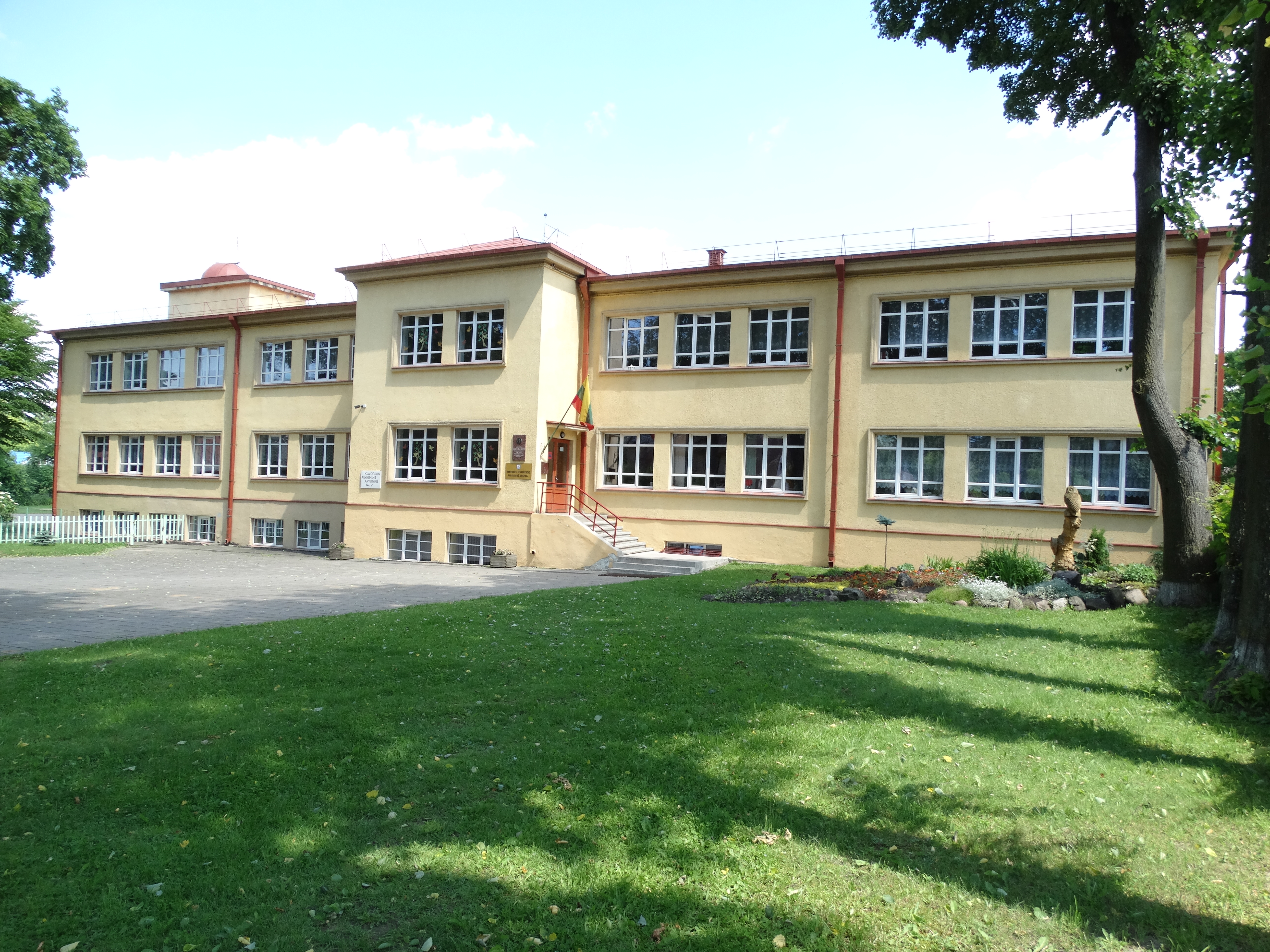
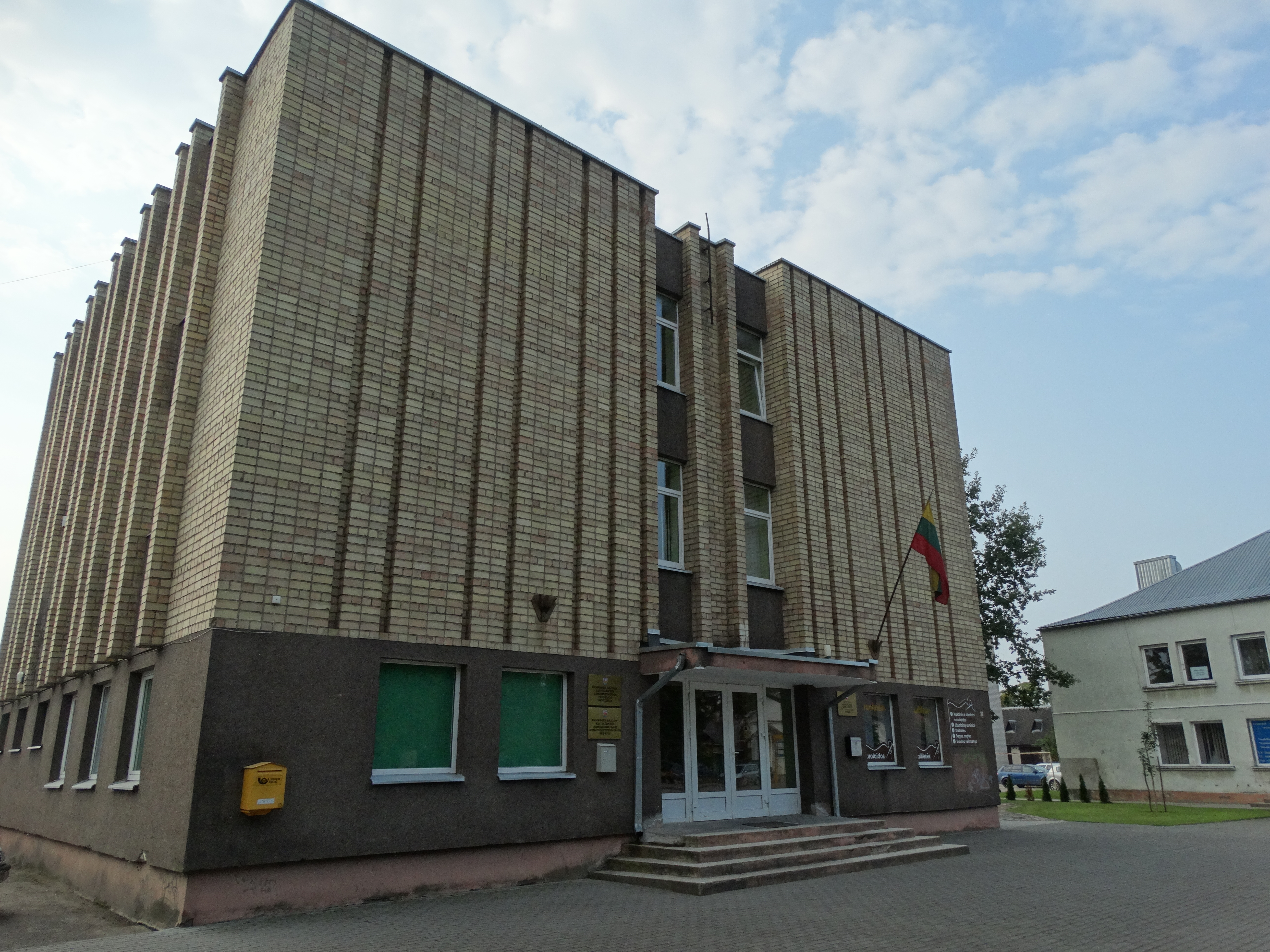
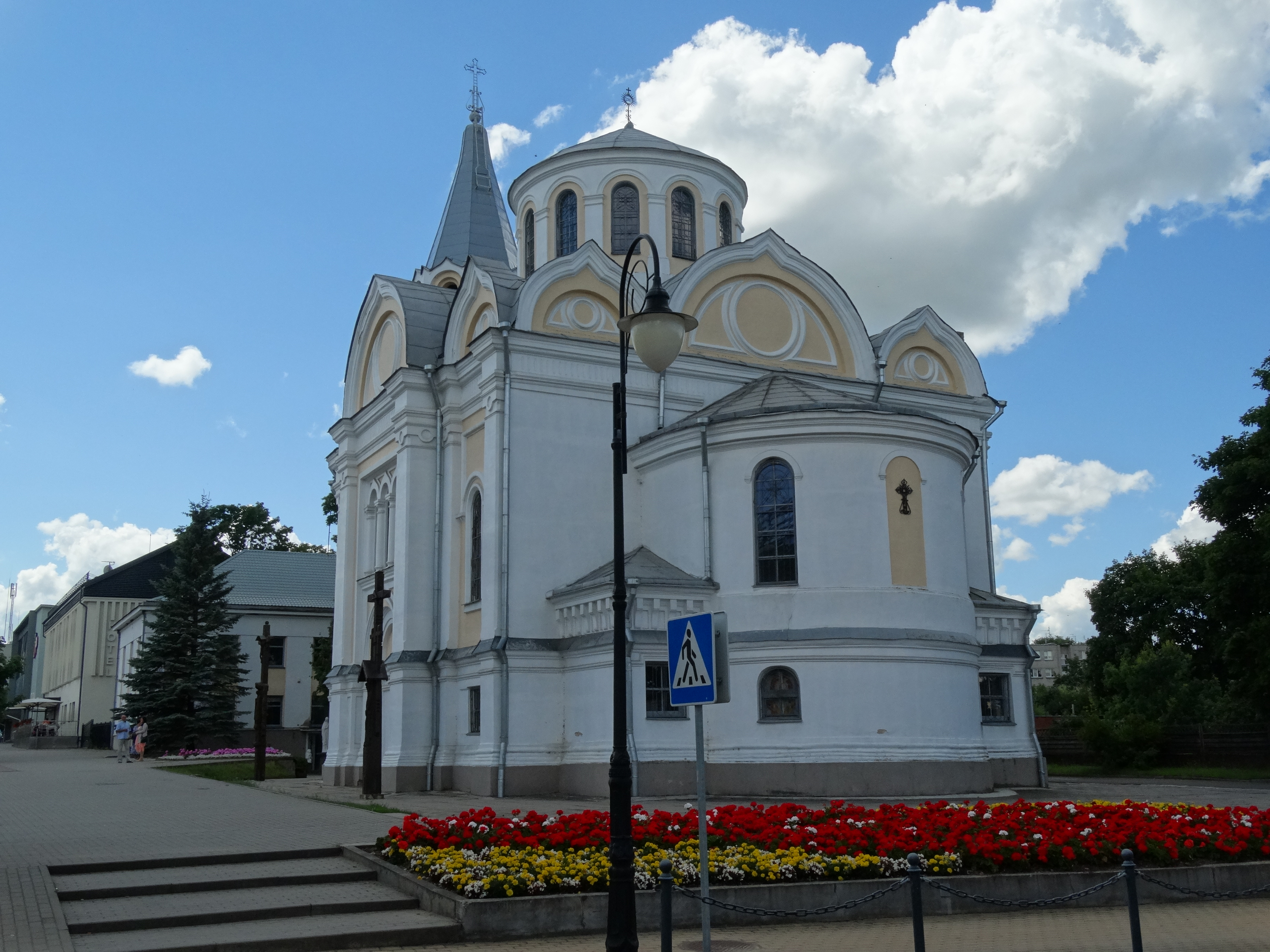
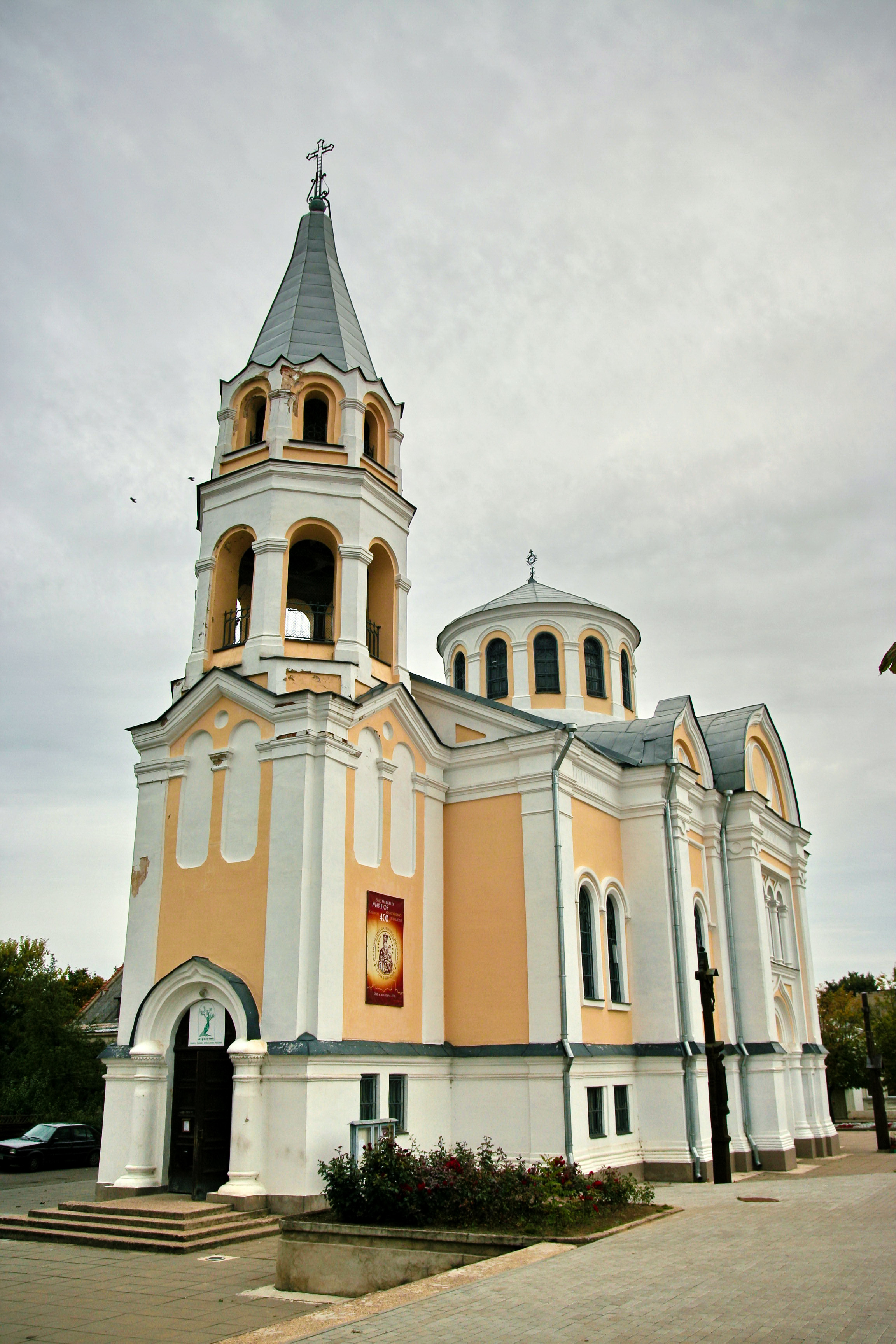
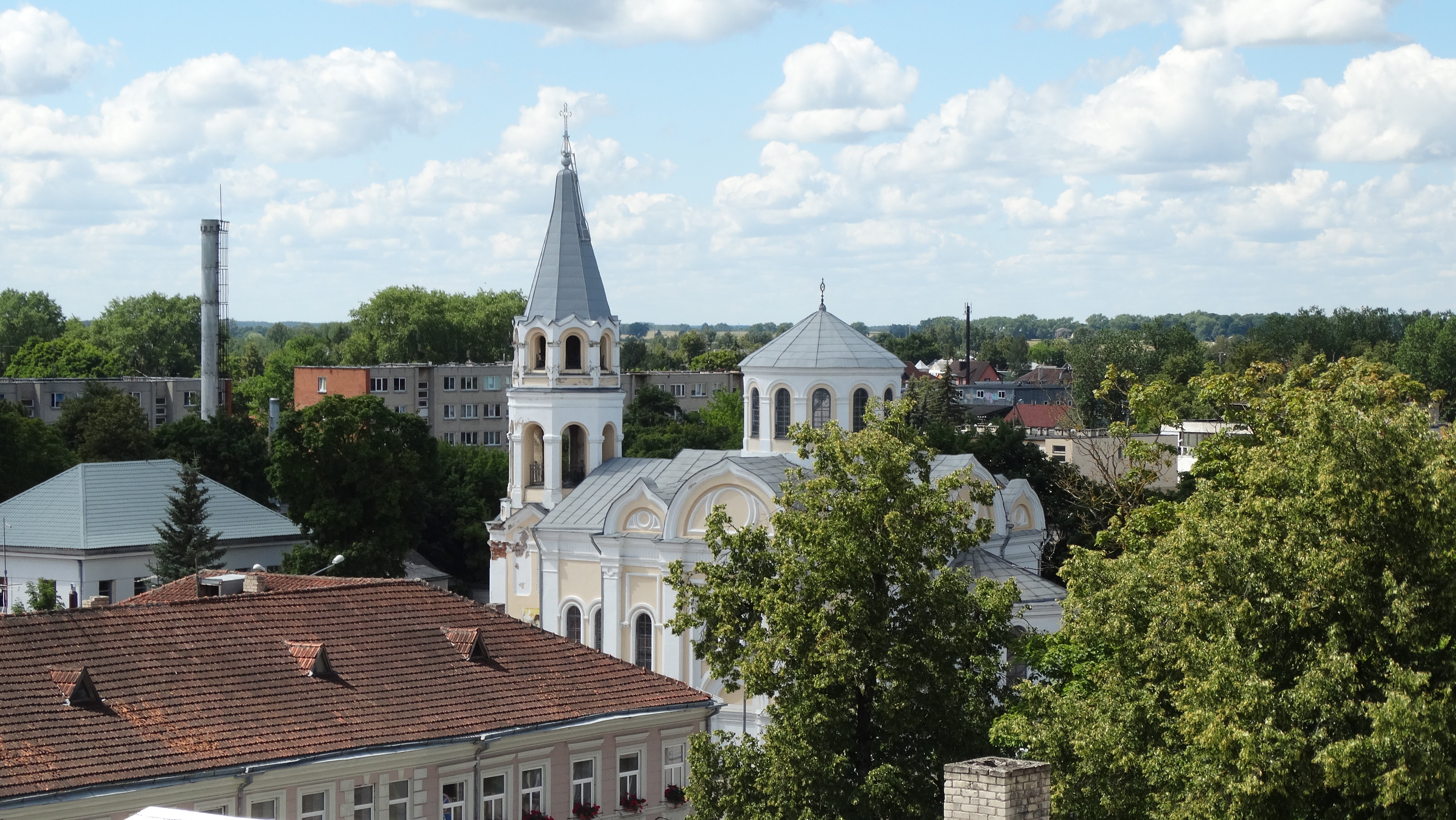
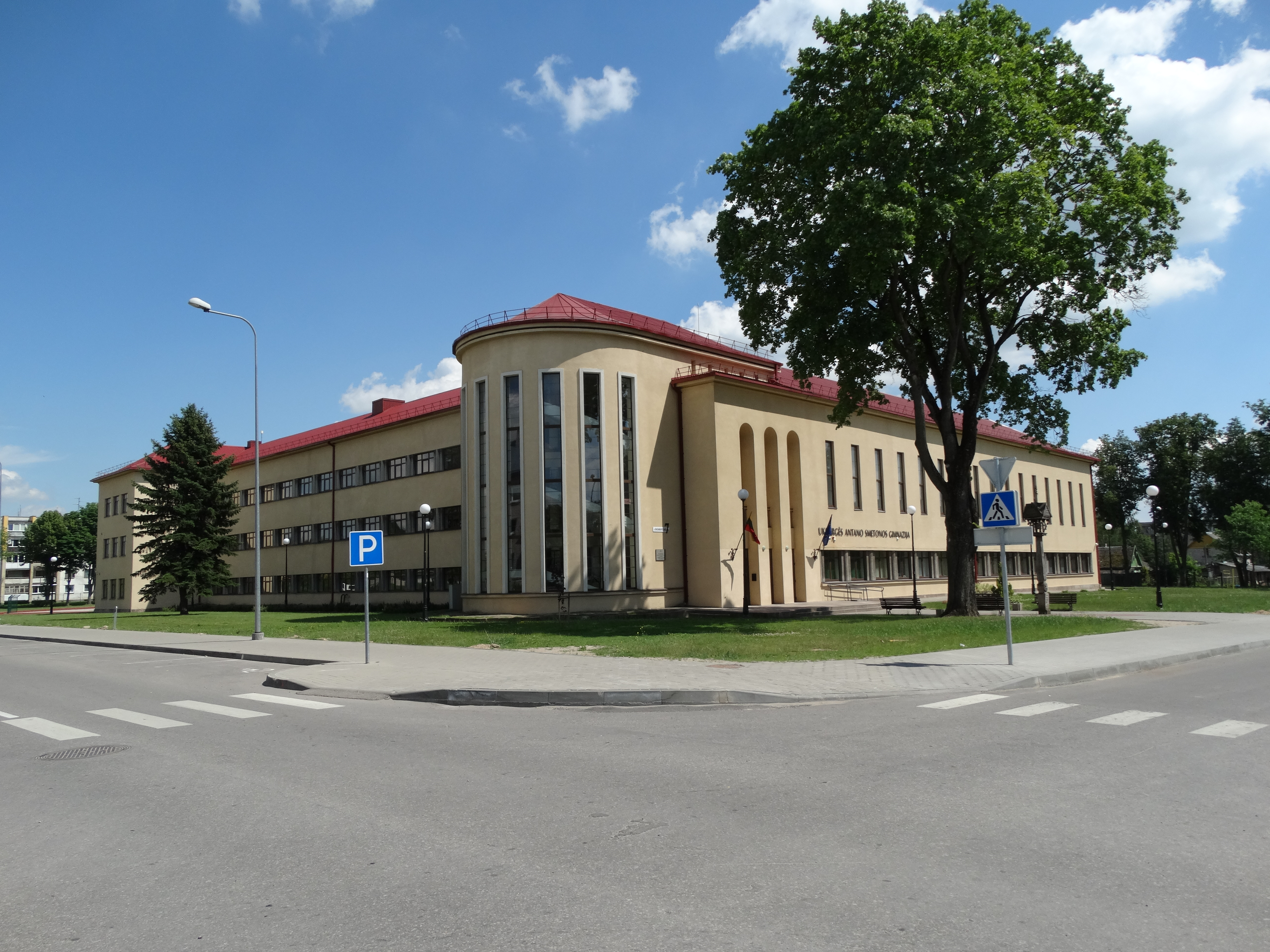
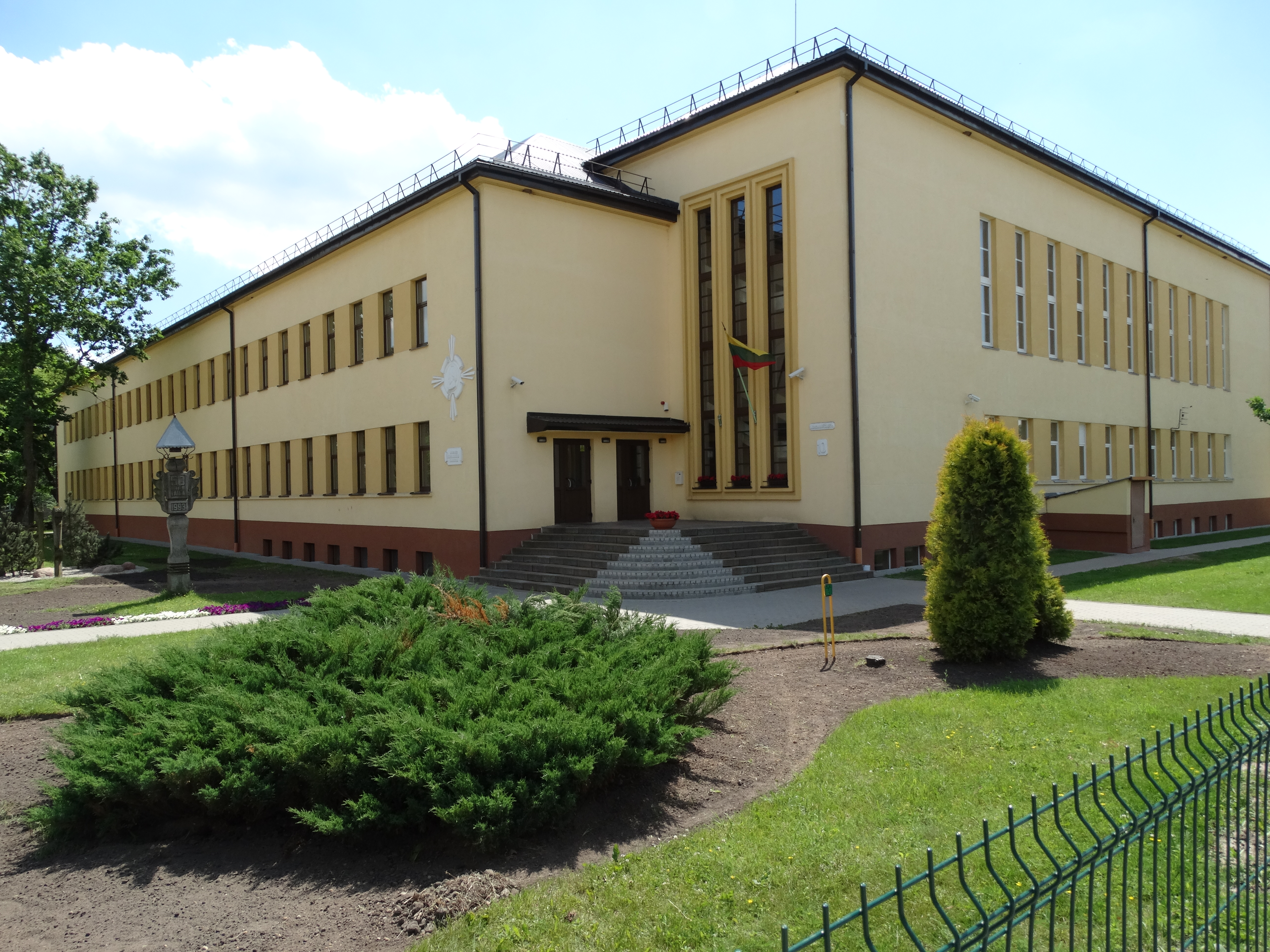
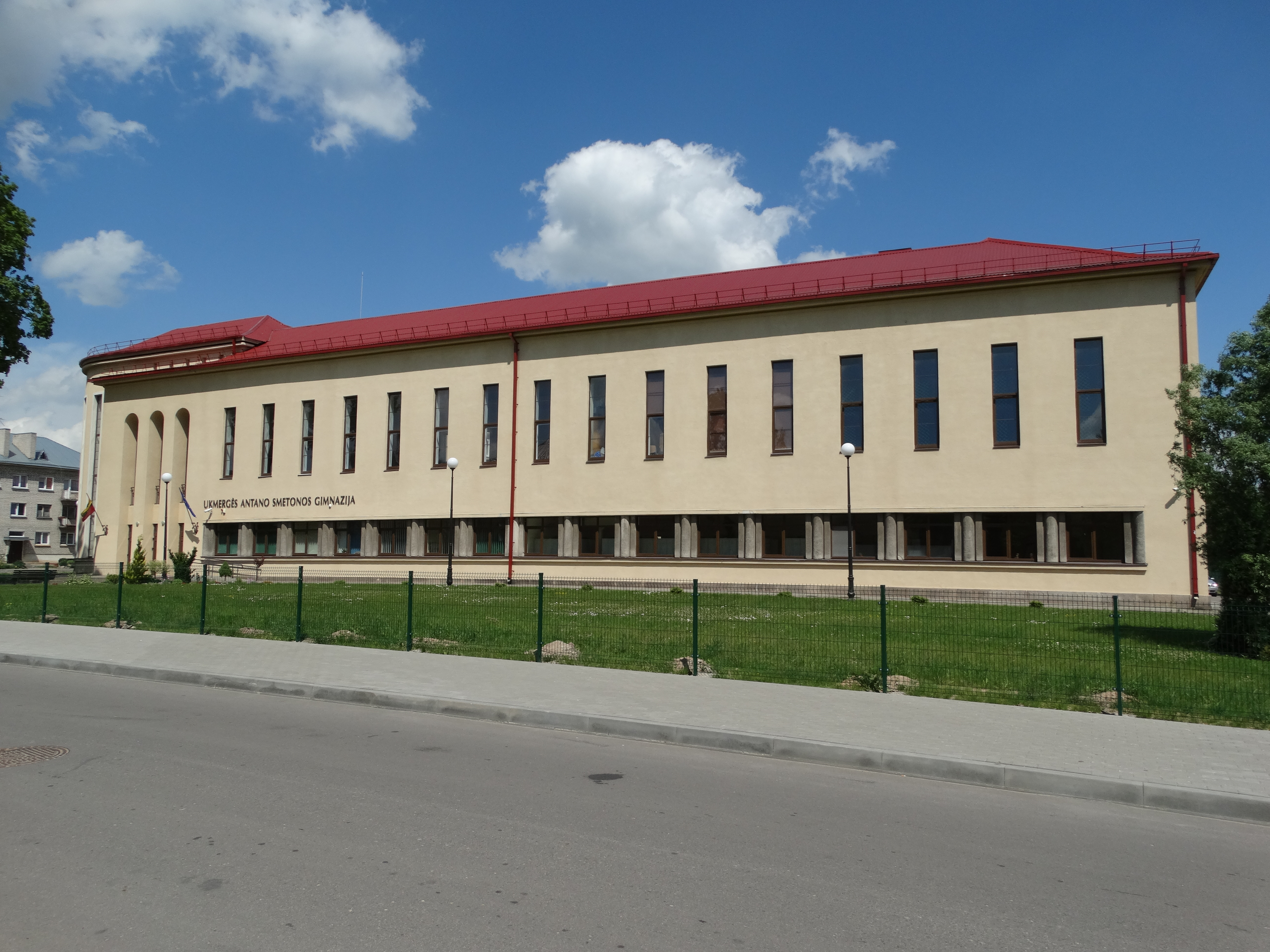
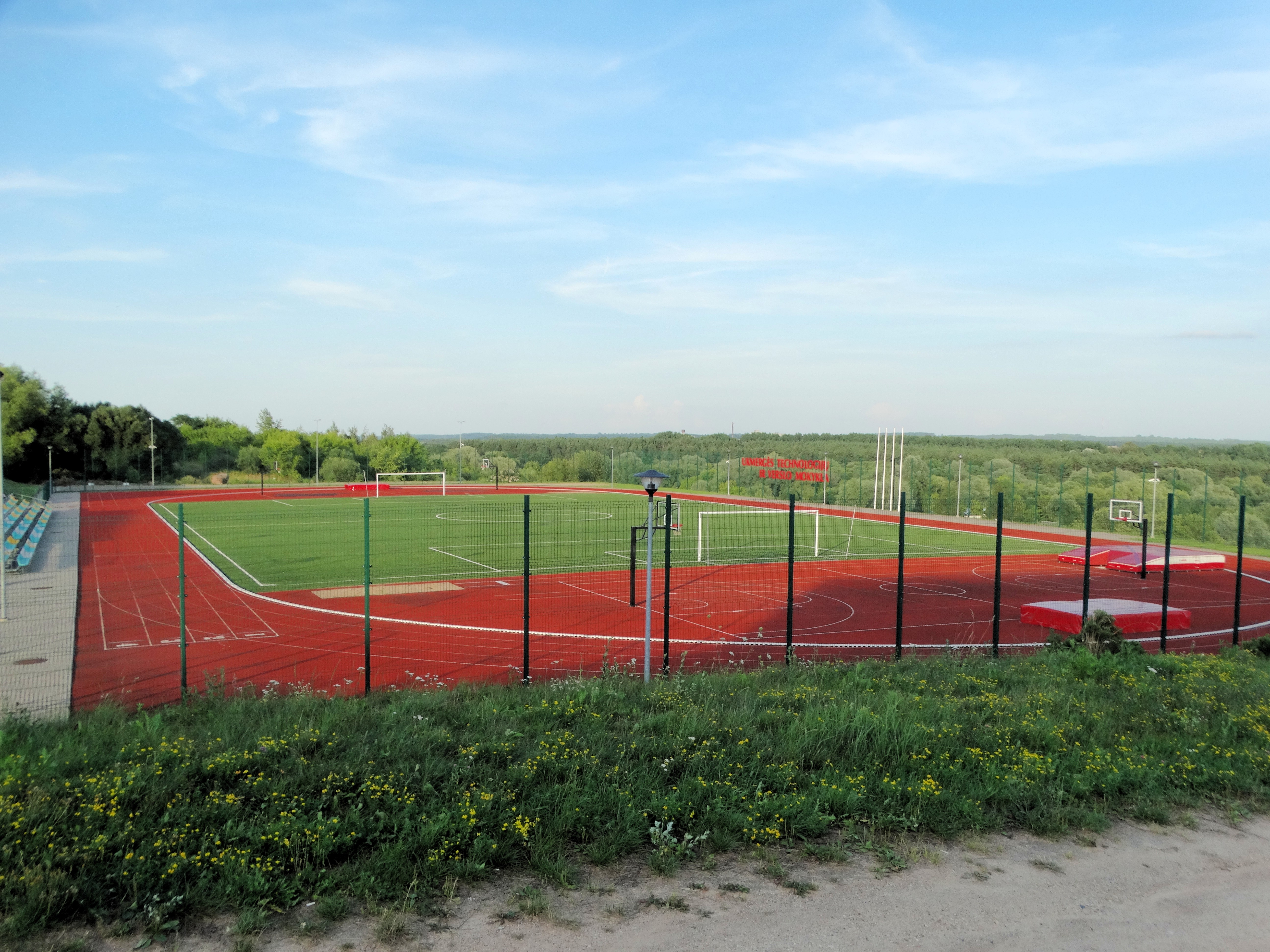
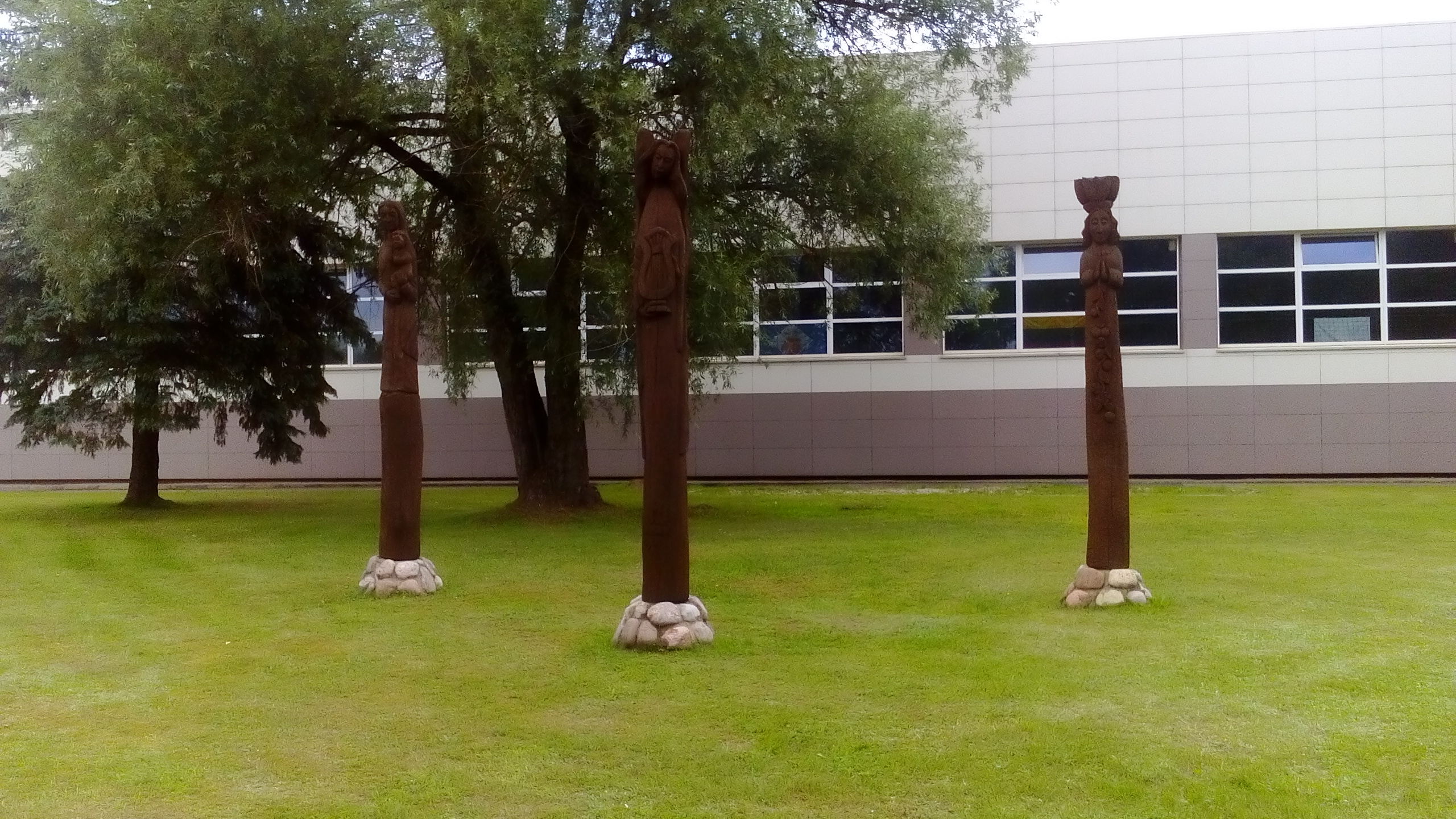
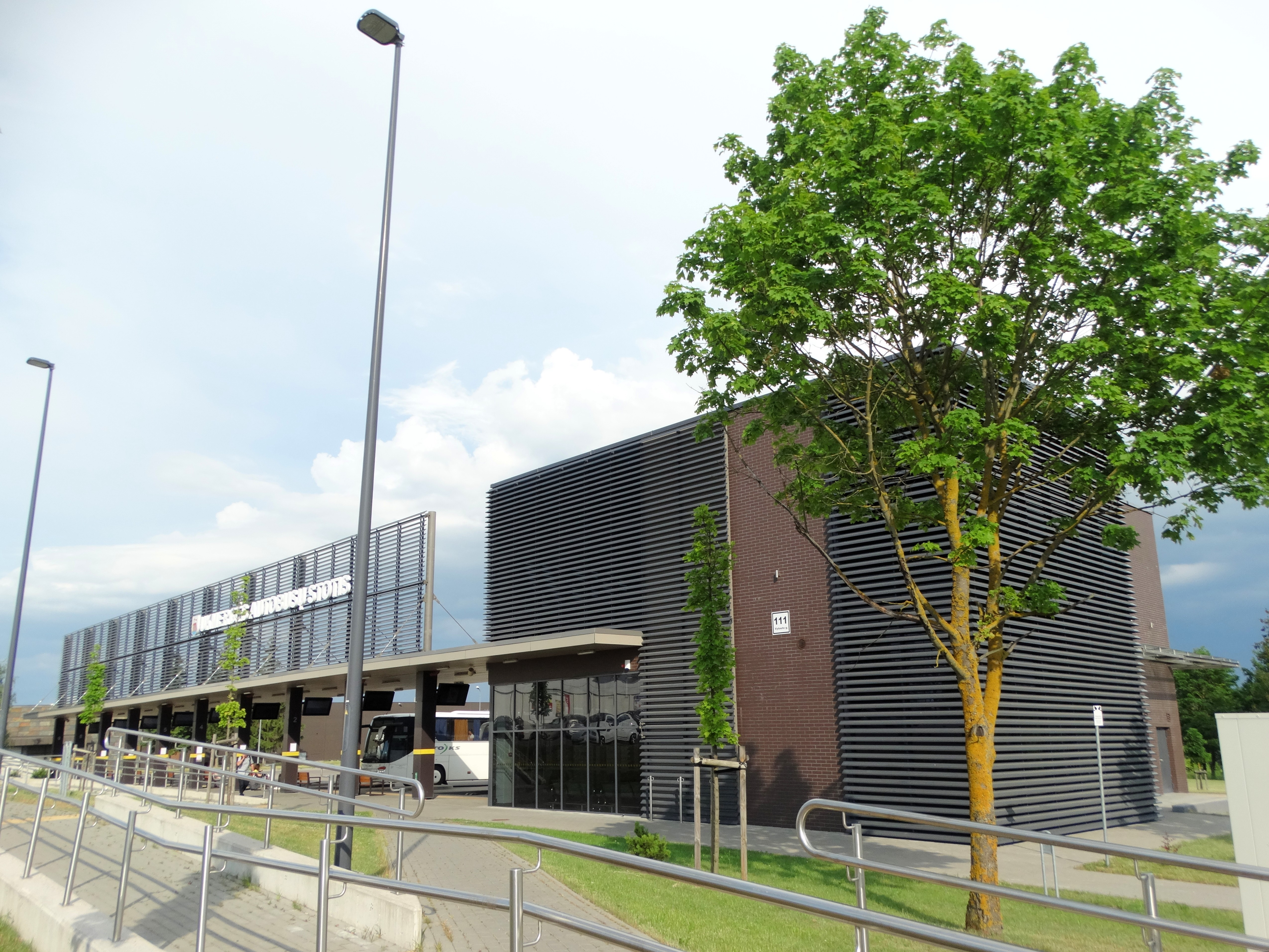
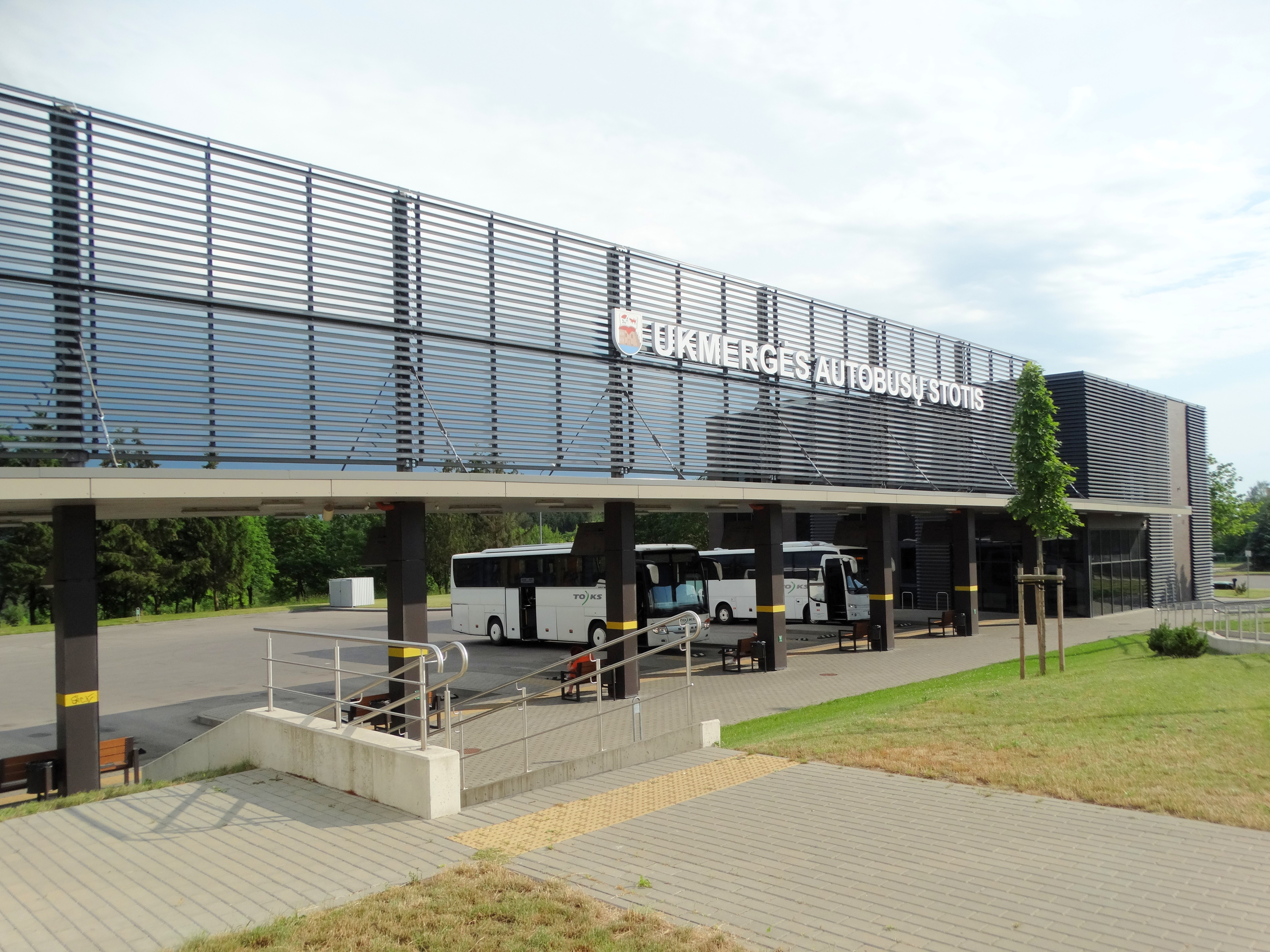
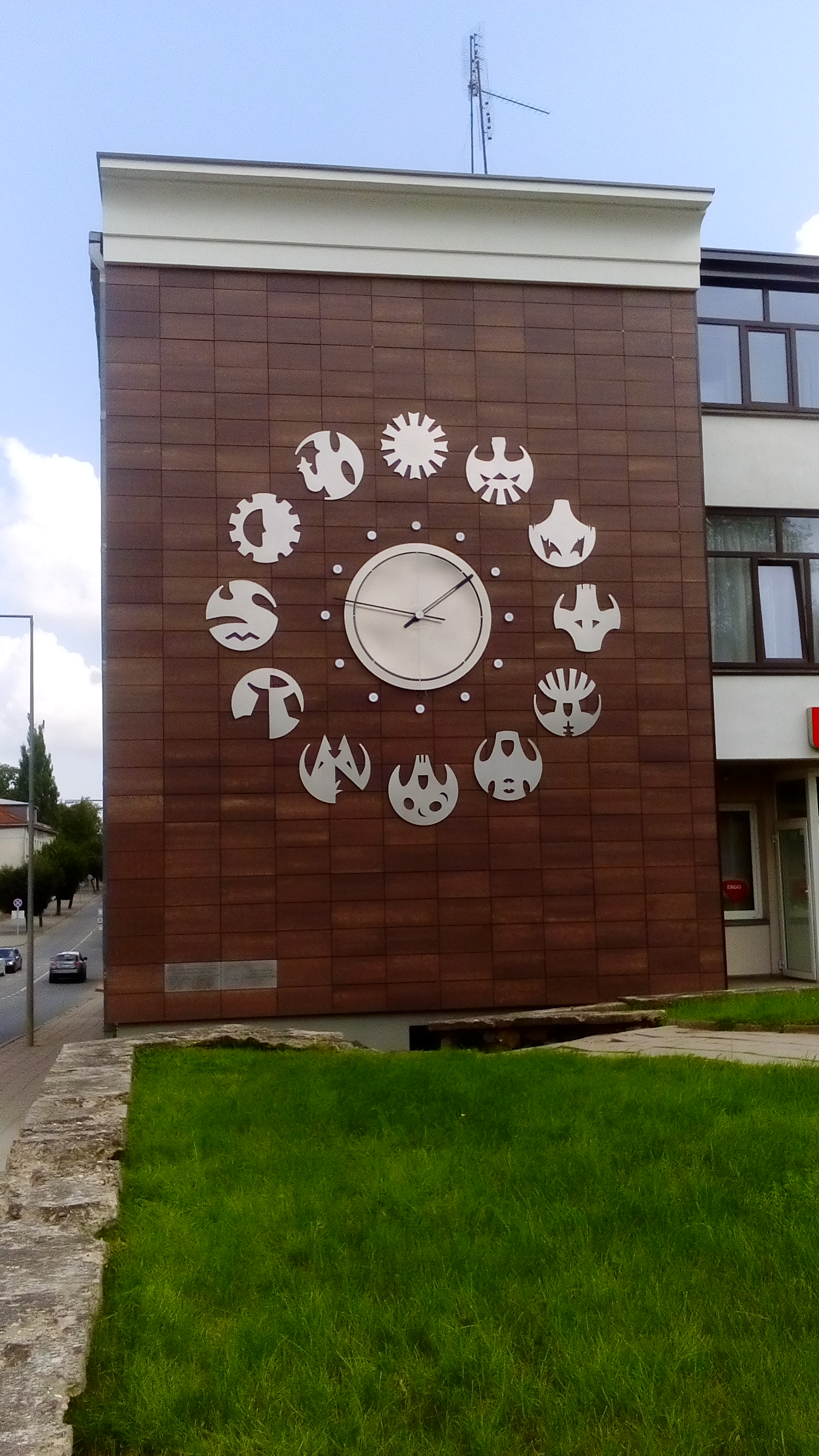
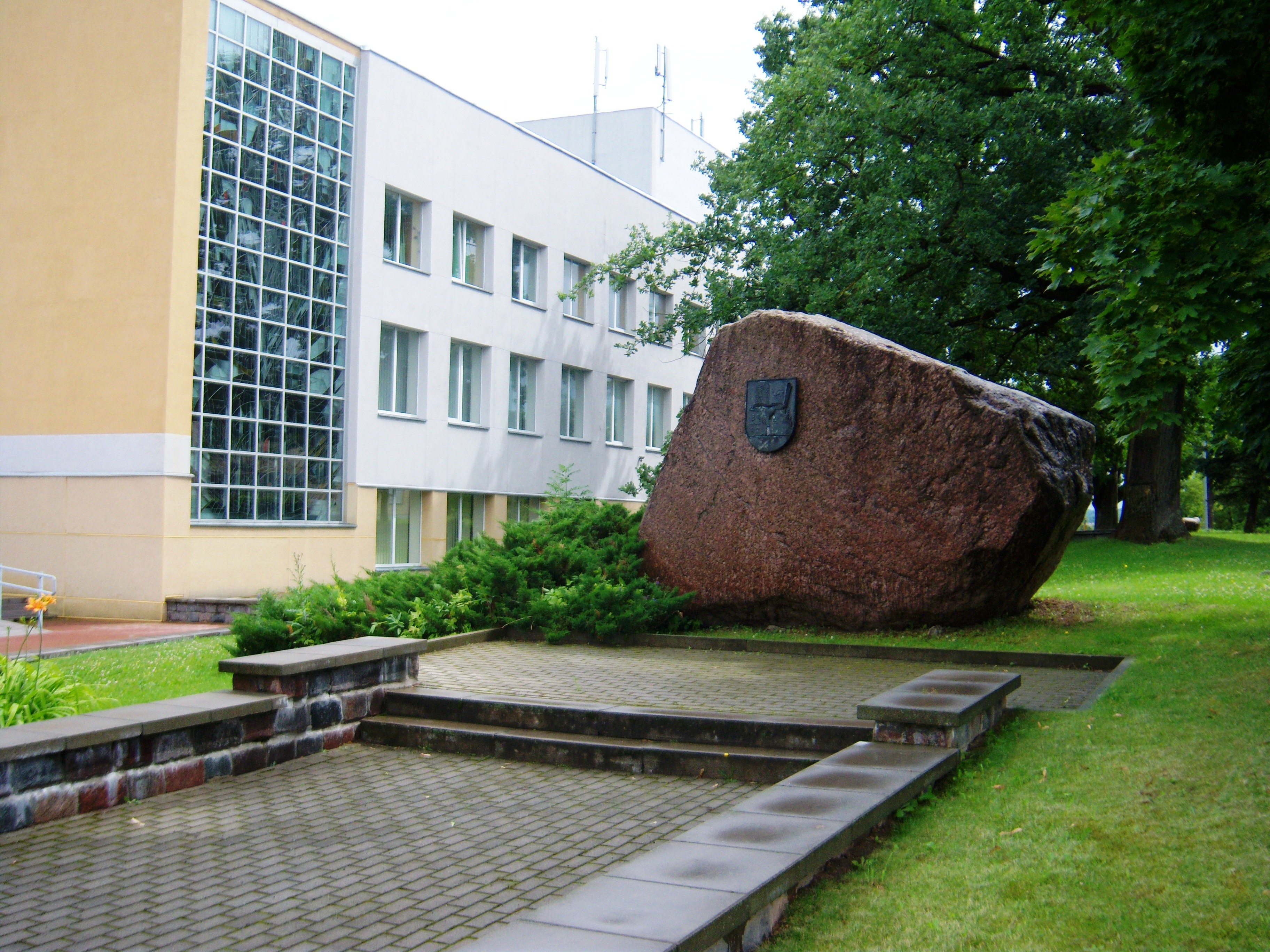
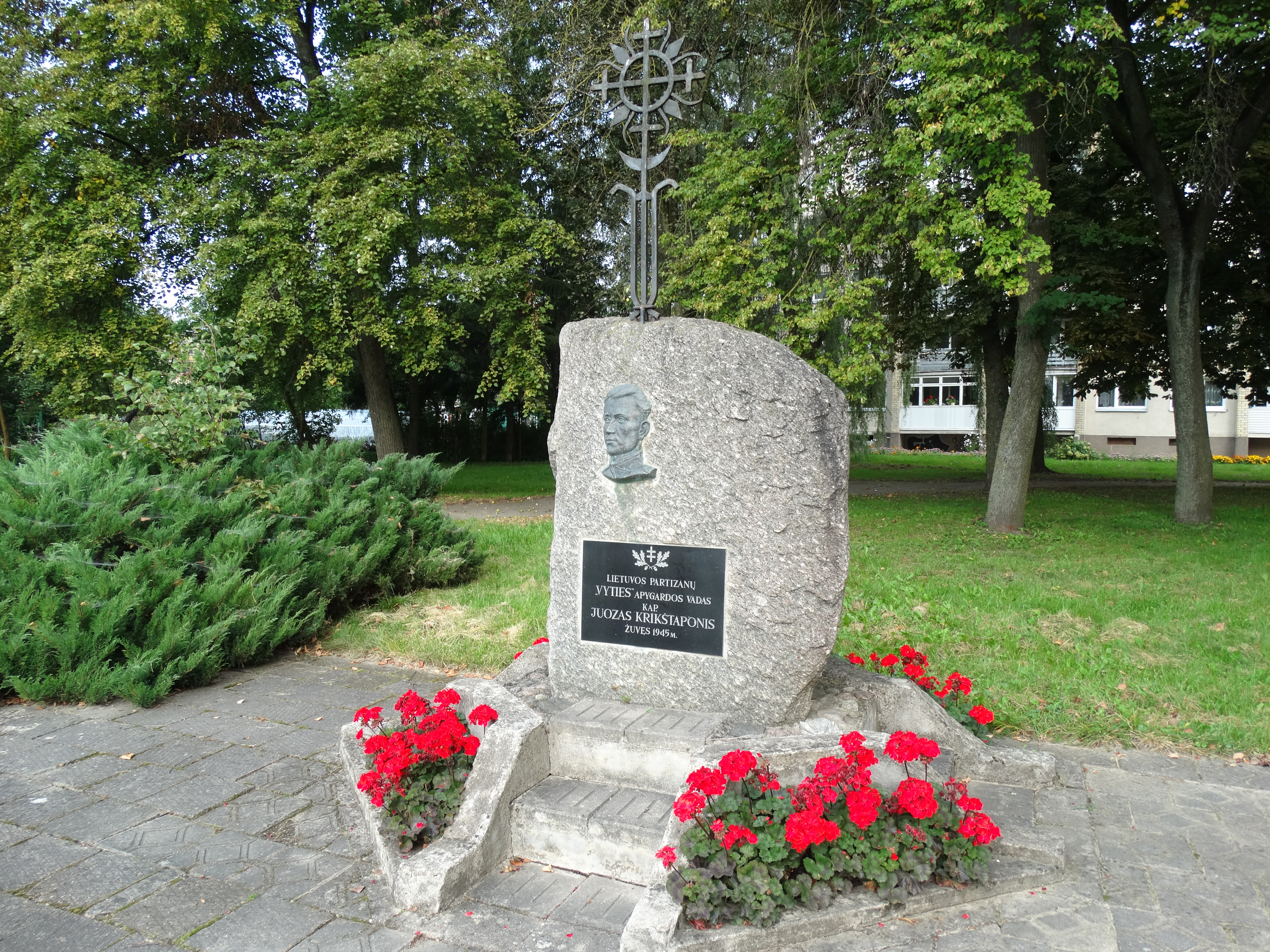
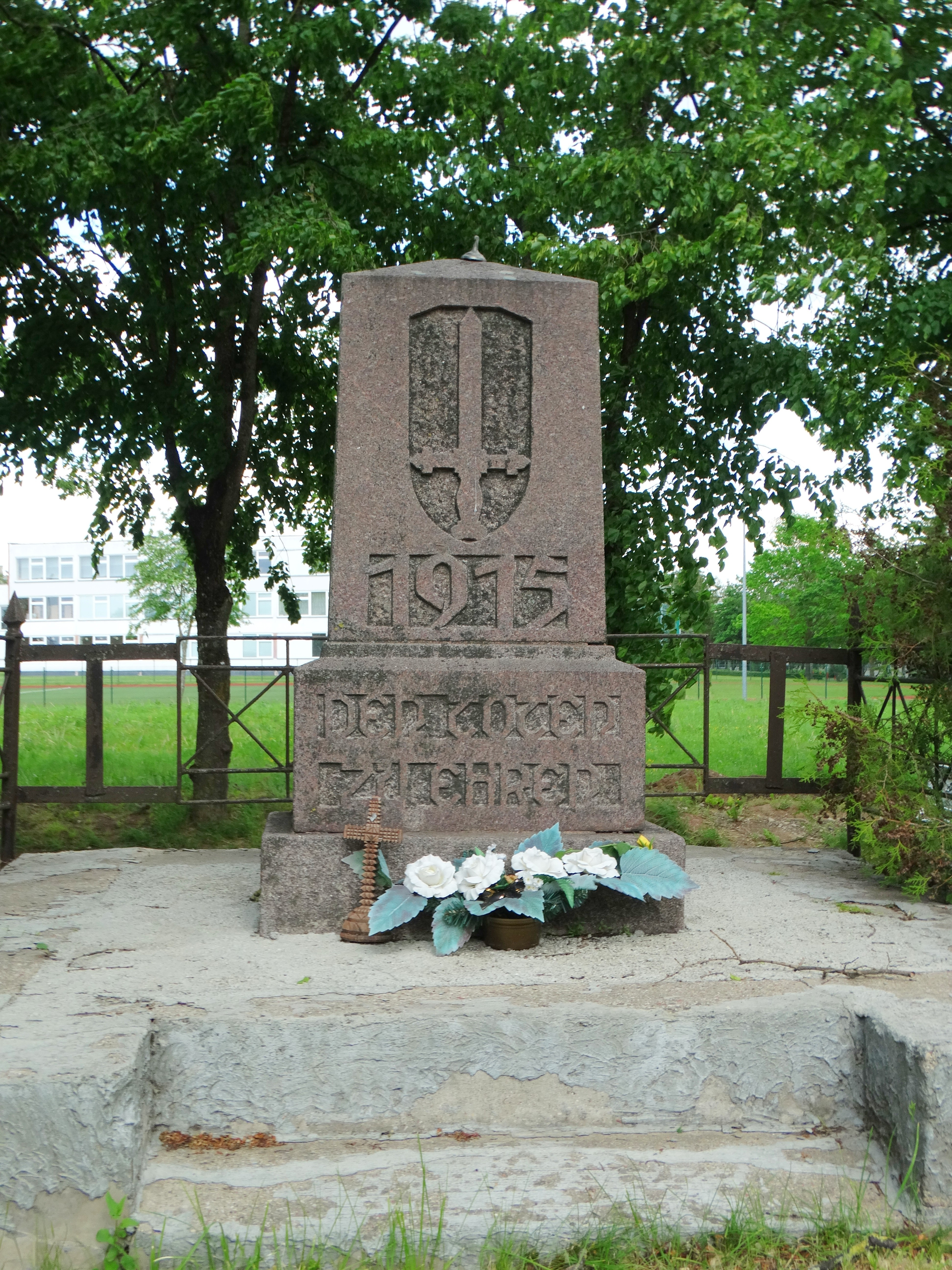
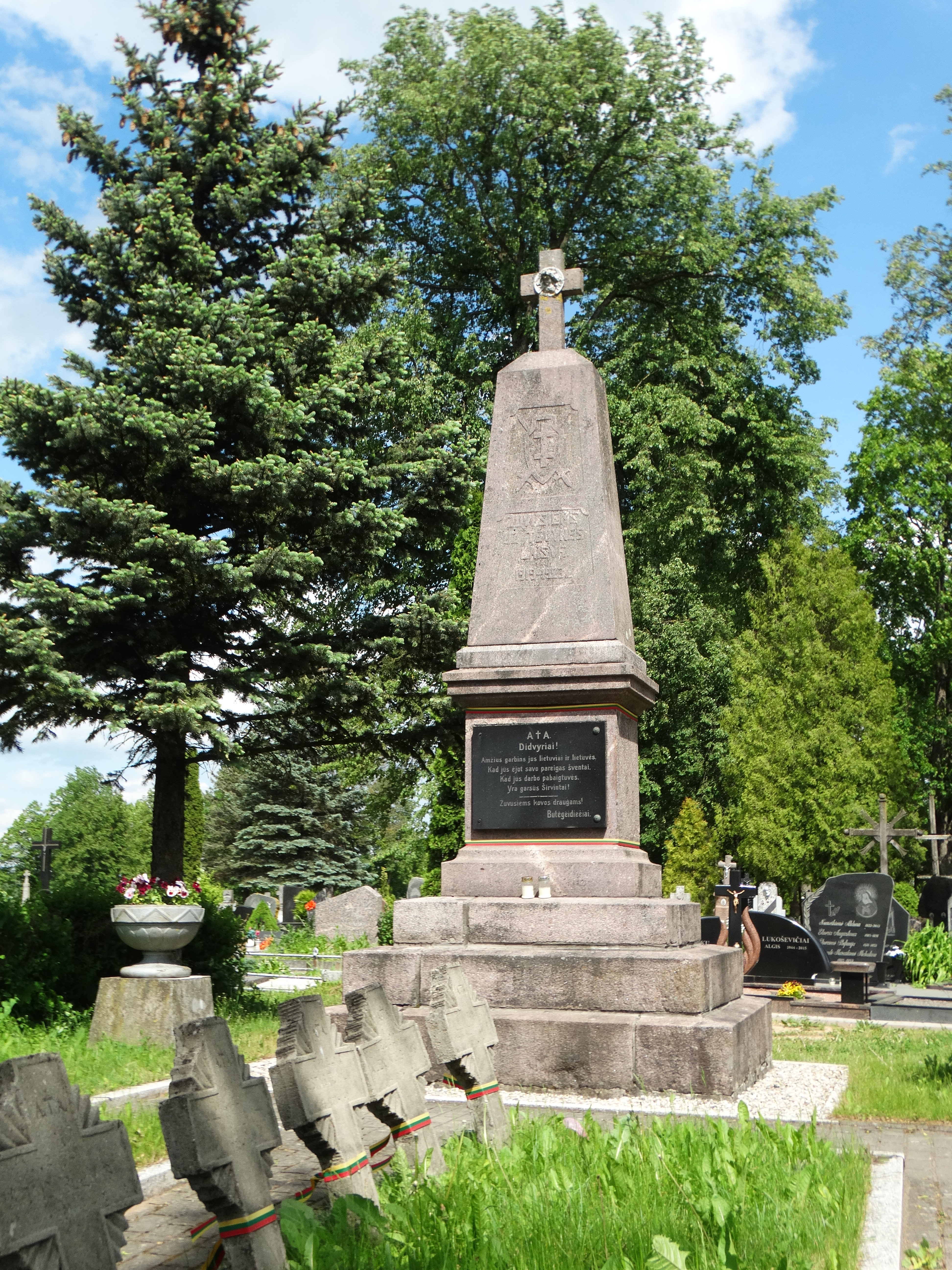
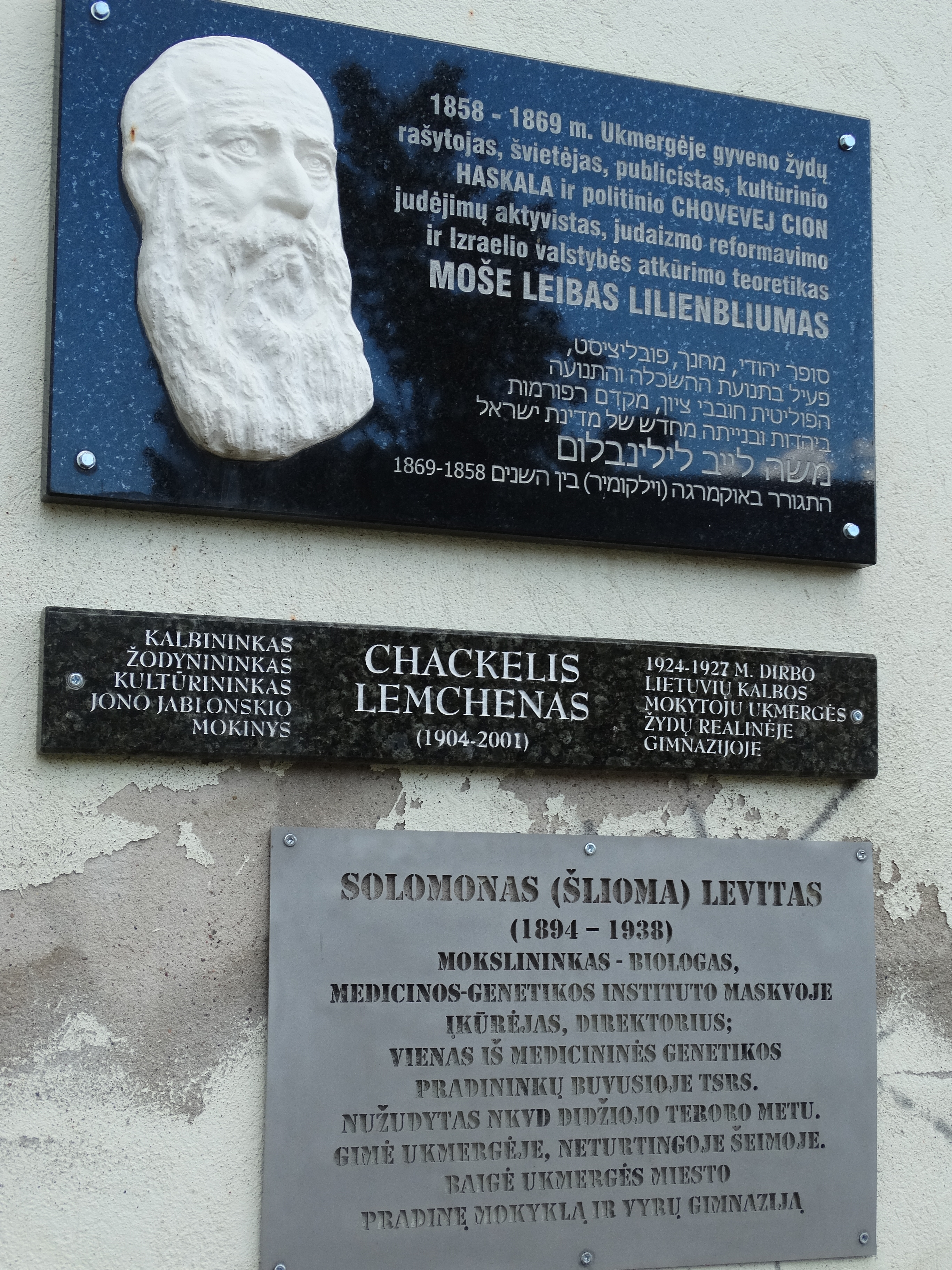
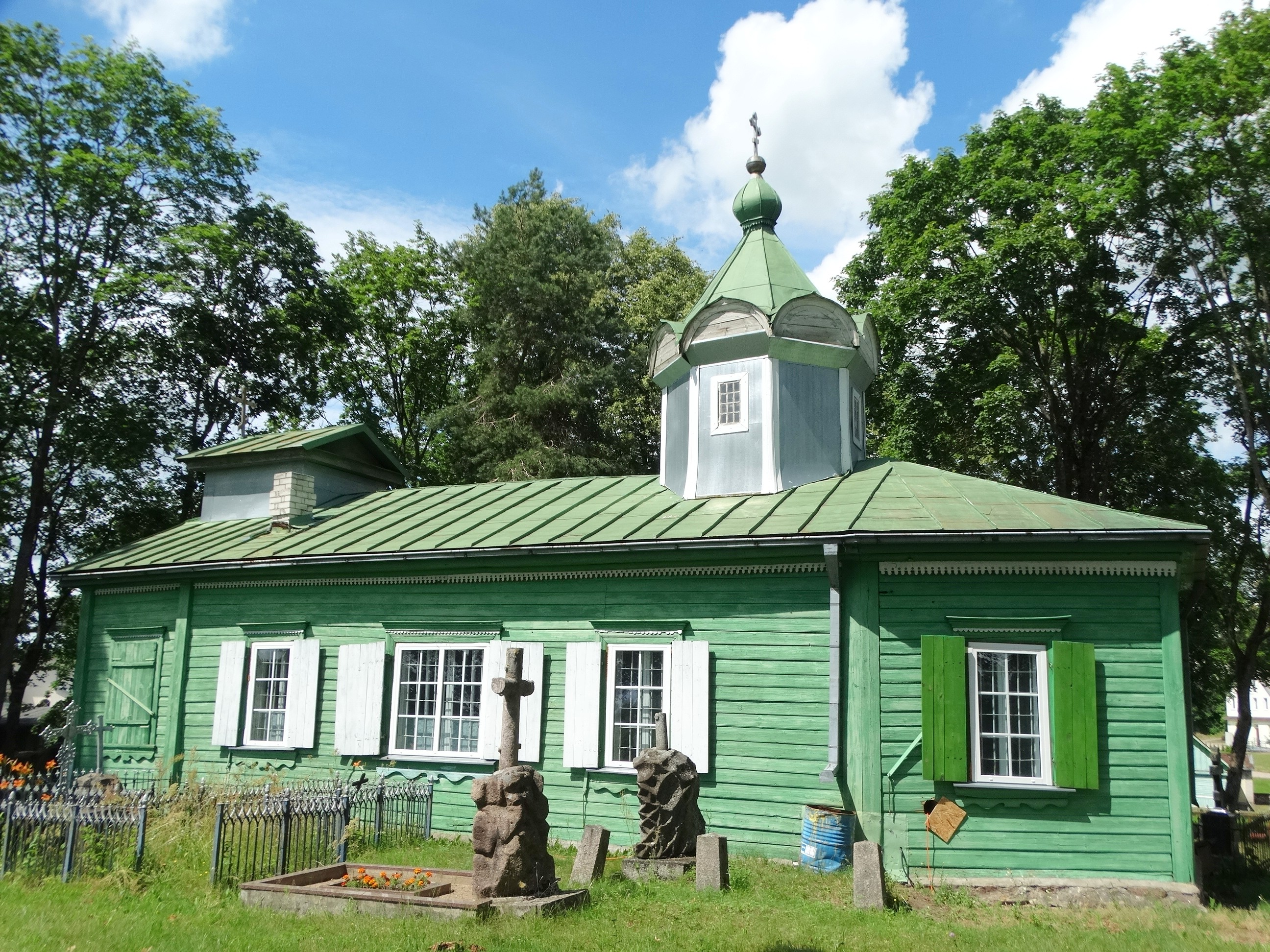
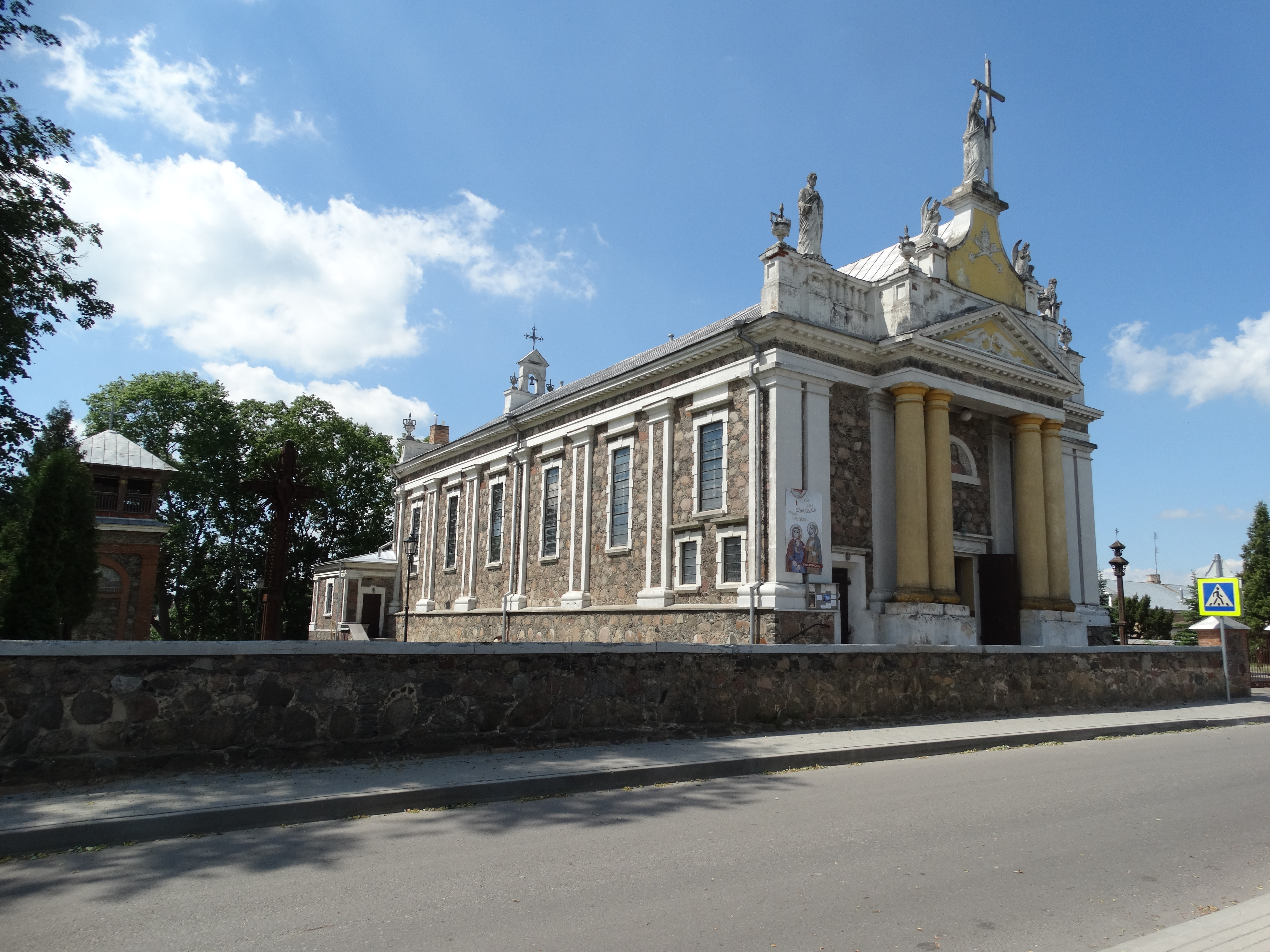
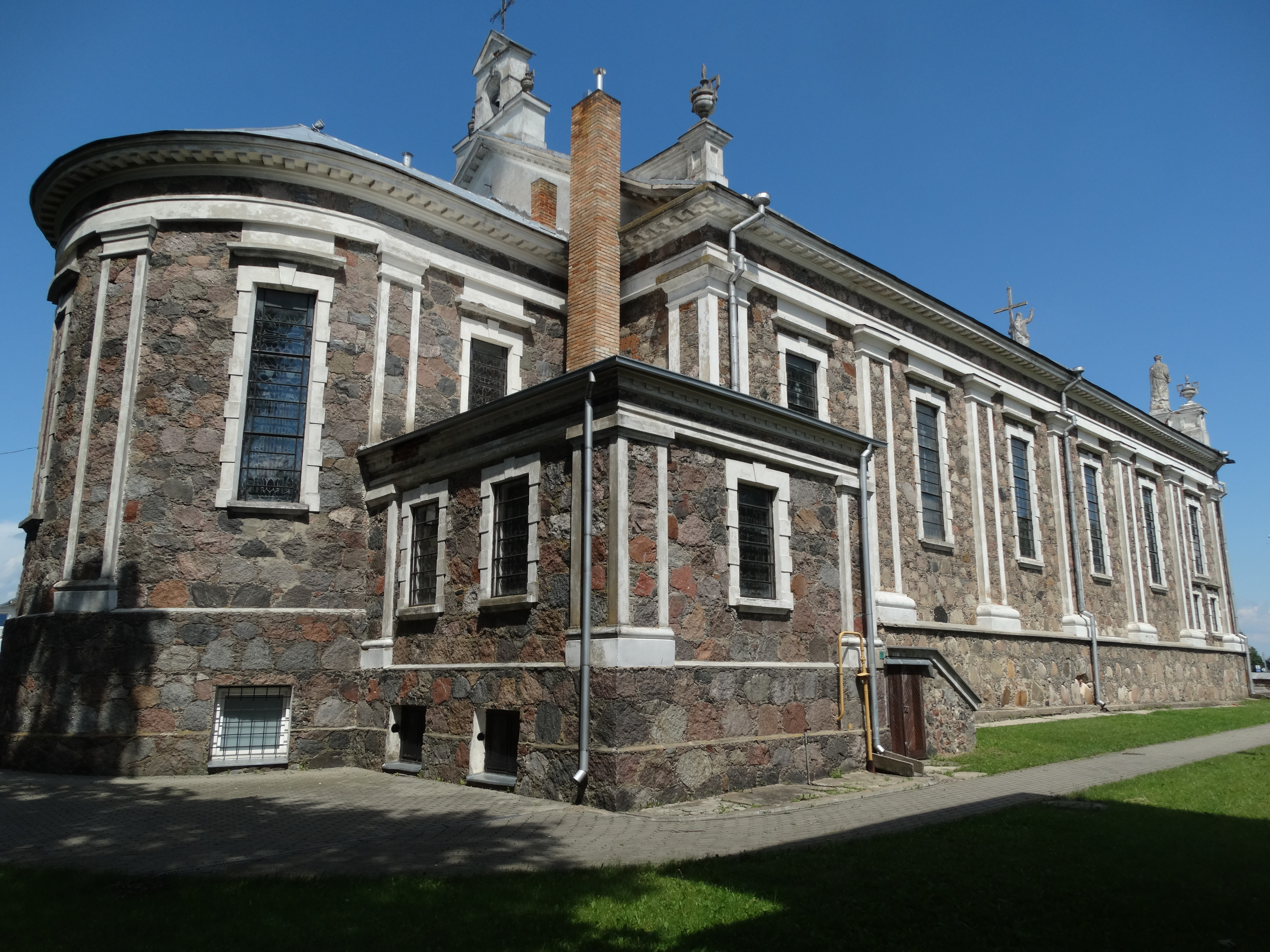

- Файл:Interior of Church of the Holy Trinity in Ukmergė, Lithuania in 2008.jpg
- Файл:Central altar of Church of the Holy Trinity in Ukmergė, Lithuania in 2008.jpg